# Đại học Quốc tế Florida
Đại học Quốc tế Florida là một trường đại học nghiên cứu công lập với khuôn viên chính tại University Park, Florida, Hoa Kỳ. Được thành lập vào năm 1965 bởi Quốc hội Florida, trường bắt đầu mở cửa đón sinh viên vào năm 1972. FIU đã phát triển để trở thành trường đại học lớn thứ ba tại Florida và là đại học công lập lớn thứ tám tại Hoa Kỳ theo số lượng sinh viên. FIU là một phần cấu thành của Hệ thống Đại học Bang Florida và là một trong bốn trường đại học nghiên cứu xuất sắc được chỉ định bởi bang.
Trường được phân loại trong nhóm các trường Carnegie "R1: Đại học Tiến sĩ – Hoạt động nghiên cứu rất cao". FIU có 11 khoa và hơn 40 trung tâm, cơ sở, phòng thí nghiệm và viện nghiên cứu, cung cấp hơn 200 chương trình học. Trường có ngân sách hàng năm hơn 1,7 tỷ USD và tạo ra tác động kinh tế hàng năm hơn 5 tỷ USD. Trường được công nhận bởi Hiệp hội Các trường Đại học và Cao đẳng phía Nam (SACS).
Các đội thể thao liên trường của FIU, FIU Panthers, thi đấu trong Hiệp hội Thể thao Đại học Quốc gia (NCAA) Division I và Hội nghị Hoa Kỳ (C-USA). Các đội thể thao của FIU đã giành được năm chức vô địch thể thao và các vận động viên Panther đã giành được nhiều chức vô địch quốc gia cá nhân NCAA. 
 Jeanette Nuñez đã đảm nhiệm vai trò Hiệu trưởng tạm thời của FIU kể từ năm 2025.

## Lịch sử

Giao lộ giữa Trung tâm Đại học Graham và Thư viện Xanh được coi là trung tâm của khuôn viên.

Năm 1943, thượng nghị sĩ bang Ernest 'Cap' Graham (cha của thống đốc tương lai của Florida và thượng nghị sĩ Hoa Kỳ Bob Graham) đã trình bày với quốc hội bang đề xuất ban đầu về việc thành lập một trường đại học công lập tại Quận Miami-Dade. Mặc dù dự luật của ông không được thông qua, Graham kiên trì trình bày đề xuất của mình với các đồng nghiệp, khuyên họ về nhu cầu của quận đối với một trường đại học bang. Ông cảm thấy việc thành lập một trường đại học công lập là cần thiết để phục vụ dân số ngày càng tăng của thành phố.
Năm 1964, Dự luật Thượng viện 711 được thượng nghị sĩ Florida Robert M. Haverfield đưa ra. Dự luật chỉ đạo Hội đồng Giáo dục Bang và Hội đồng Quản trị bắt đầu lập kế hoạch phát triển trường đại học bang. Dự luật được ký thành luật bởi thống đốc lúc bấy giờ là W. Haydon Burns vào tháng 6 năm 1965. Hiệu trưởng sáng lập của FIU, Charles E. "Chuck" Perry, được hội đồng quản trị bổ nhiệm vào tháng 7 năm 1969, khi đó cơ sở này được đặt tên là Đại học Quốc tế Florida. Ở tuổi 32, vị hiệu trưởng mới này là người trẻ nhất trong lịch sử Hệ thống Đại học Bang và, vào thời điểm đó, là hiệu trưởng đại học trẻ nhất trong nước. Perry đã tuyển dụng ba đồng sáng lập, Butler Waugh, Donald McDowell và Nick Sileo. Alvah Chapman, Jr., nguyên chủ bút Miami Herald và chủ tịch Knight Ridder, đã sử dụng vị thế công dân và sức mạnh truyền thông của mình để hỗ trợ nỗ lực này. Vào những năm 1980, Chapman trở thành chủ tịch Hội đồng Quản trị Quỹ FIU.
Những người sáng lập đã chọn địa điểm khuôn viên tại vị trí của Sân bay Tamiami ban đầu (không liên quan đến Sân bay Kendall-Tamiami sau này) trên Tamiami Trail (Đường U.S. 41) giữa Đại lộ Tây Nam 107 và 117, ngay phía đông nơi Đường cao tốc Tây Dade (nay là Phần mở rộng Homestead của Đường thu phí Florida) đang được quy hoạch. Tháp kiểm soát không lưu của sân bay bỏ hoang trở thành tòa nhà đầu tiên của FIU, với văn phòng của Perry ở tầng một. Ban đầu, nơi đây không có điện thoại, nước uống hay nội thất. Perry quyết định rằng tháp này không bao giờ được phá bỏ, và nó vẫn tồn tại trong khuôn viên, nơi hiện được biết đến với nhiều tên gọi như "Văn phòng Cựu chiến binh," "Tháp Ngà," "Tòa nhà Tháp," hoặc "Tháp An toàn Công cộng," và từng là trụ sở của Sở Cảnh sát FIU.
Lễ khởi công xây dựng khuôn viên Tamiami được tổ chức vào tháng 1 năm 1971. U Thant nhận bằng danh dự đầu tiên của FIU.

## Khuôn viên

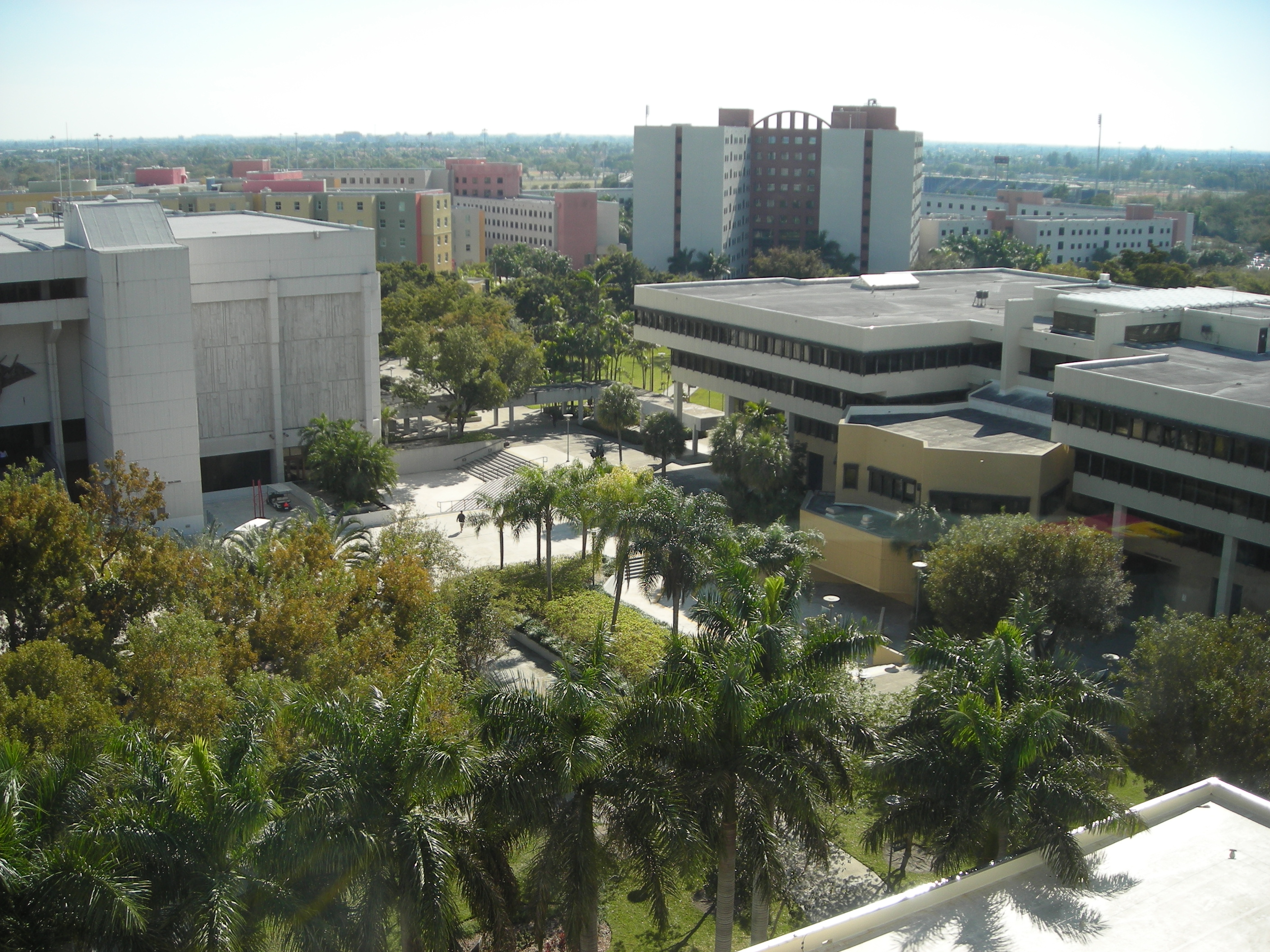
Khung cảnh khuôn viên hướng về Primera Casa và Deuxième Maison; các tòa nhà lâu đời nhất của khuôn viên là ví dụ điển hình của Kiến trúc Brutalist

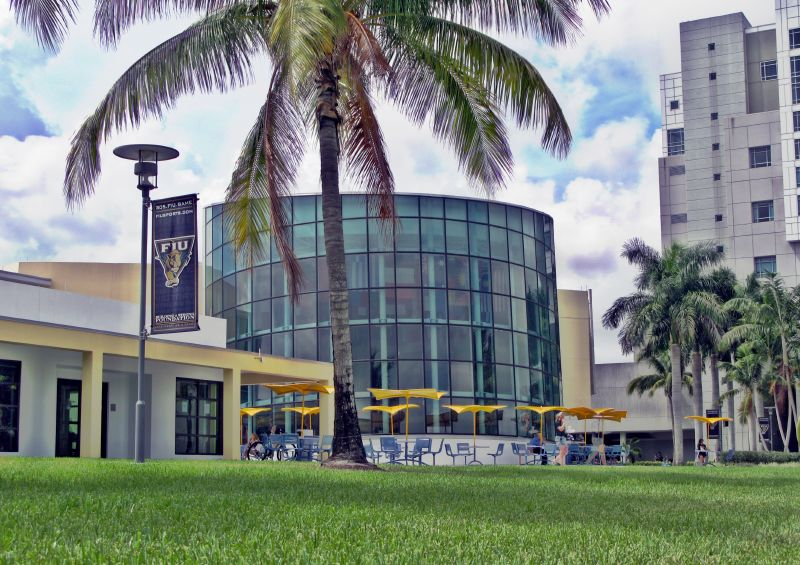
Phòng trưng bày Trung tâm Graham FIU

Khuôn viên rộng 344 mẫu Anh (139 ha) của Đại học Quốc tế Florida nằm trong khu vực University Park thuộc nơi được chỉ định điều tra dân số của Westchester trong một khu vực không hợp nhất ở phía tây Quận Miami-Dade, Florida. Khuôn viên Modesto A. Maidique ("MMC")—trước đây được gọi là University Park nhưng được đổi tên vào năm 2009—bao gồm Bản mẫu:Chuyển đổi. MMC chứa hầu hết các khoa và trường của đại học cũng như tất cả các văn phòng hành chính và cơ sở chính của trường. MMC cũng là nơi có Nhà Tổng thống Ronald Reagan, nơi ở của hiệu trưởng FIU; Trung tâm Nghệ thuật Biểu diễn Wertheim; Bảo tàng Nghệ thuật Frost; Trung tâm Nghiên cứu Bão Quốc tế; và các cơ sở thể thao của đại học như Sân vận động FIU, FIU Arena, và Sân bóng chày FIU.
Địa chỉ bưu điện của khuôn viên Modesto Maidique nằm ở "Miami, Florida" với Mã ZIP là 33199, trong khi khuôn viên thực tế nằm trong Westchester nơi được chỉ định điều tra dân số theo Điều tra Dân số Hoa Kỳ 2020. Trong Điều tra Dân số Hoa Kỳ 1990, nó nằm trong CDP Olympia Heights. Trong Điều tra Dân số Hoa Kỳ 2000 và Điều tra Dân số Hoa Kỳ 2010, khuôn viên này nằm trong CDP University Park.
Địa điểm của khuôn viên ban đầu được sử dụng cho một sân bay hàng không tổng hợp có tên là Sân bay Tamiami (không nhầm lẫn với Sân bay Kendall-Tamiami), hoạt động từ những năm 1940 đến năm 1967, khi nó chuyển đến một địa điểm mới. Sân bay có ba đường băng và được sử dụng để đào tạo phi công, cùng với các mục đích khác. Khuôn viên ban đầu được đặt tên là Khuôn viên Tamiami, theo xa lộ Tamiami Trail gần đó và sân bay cũ, cho đến khi được chỉ định là Khuôn viên University Park vào năm 1987.
Cho đến đầu những năm 1990, các đường băng, bãi đỗ và các đặc điểm khác của Sân bay Tamiami vẫn còn nhìn thấy trong khuôn viên và dễ dàng nhận ra trên ảnh chụp từ trên cao. Việc xây dựng đã xóa bỏ tất cả các đặc điểm này, và chỉ còn Tháp Đại học là ký ức về quá khứ của trường. University Park là một khuôn viên có nhiều cây xanh, với nhiều hồ nước, khu bảo tồn thiên nhiên rộng 15 mẫu Anh, và một vườn cọ, với hơn 90 tòa nhà. Tính đến cuối năm 2009, các công trình đang xây dựng tại University Park bao gồm Tòa nhà Khoa học Y tá và Sức khỏe, Tòa nhà Trường Quan hệ Quốc tế và Công cộng, và nhà để xe thứ năm.
Vào ngày 12 tháng 6 năm 2009, hội đồng quản trị của FIU đã bỏ phiếu nhất trí đổi tên khuôn viên University Park thành Khuôn viên Modesto Maidique; trường đại học đã xem xét việc đặt tên trường luật theo tên ông nhưng quyết định không làm vậy vì điều đó sẽ ngăn cản một khoản quyên góp từ thiện trong tương lai để đặt tên cho trường. Việc thay đổi này đã gây ra phản ứng lớn từ cộng đồng FIU, khi nhiều người cảm thấy không phù hợp khi đặt tên khuôn viên theo ông. Một chiến dịch của sinh viên và cựu sinh viên FIU đã được tạo ra để đảo ngược việc đổi tên, và giữ lại tên University Park. Một nhóm Facebook có tên "Không với Khuôn viên Maidique" với hơn 2.000 người ủng hộ đã xuất hiện trên tin tức quốc gia, trên nhiều tờ báo, đài truyền hình, và tạp chí đại học, ủng hộ việc giữ tên "University Park".

### Trung tâm Kỹ thuật
Nằm cách Modesto A. Maidique năm khối về phía bắc, là Trung tâm Kỹ thuật rộng 38 mẫu Anh (15,3 ha) nơi chứa một phần của Khoa Kỹ thuật và Máy tính và là trụ sở của Cơ sở Nghiên cứu Nanofabrication Motorola của FIU. Trung tâm Kỹ thuật được phục vụ bởi Xe buýt CATS, xe buýt sinh viên của FIU, hoạt động suốt cả ngày trong tuần để kết nối hai phần của khuôn viên.

### Các tòa nhà chính của Modesto A. Maidique
Nguồn:
| - Khu phức hợp Hỗ trợ Khuôn viên, 1999 - Tòa nhà Hóa học & Vật lý, 1990 - Khu phức hợp Khoa Kinh doanh, 2008 - Khoa Kỹ thuật & Máy tính Giai đoạn I, Đang xây dựng (dự kiến hoàn thành tháng 4 năm 2024) - Tòa nhà Khoa Sức khỏe, 1989 - Deuxième Maison, 1973 - Trung tâm Kỹ thuật, 1996 - Tòa nhà Kỹ thuật và Khoa học Máy tính, 1990 - Hội trường Everglades, 2002 - FIU Arena, 1986 - Sân vận động FIU, 1995 - Bảo tàng Nghệ thuật Frost, 1977 (tòa nhà mới: 2007) - Trung tâm Graham, 1974 - Thư viện Xanh, 1975 - Khoa học Sức khỏe và Đời sống Giai đoạn I và II, 2000 - Trung tâm Lao động, 1994 |  | - Hội trường Lakeview Bắc và Nam, 2006 - Quản lý và Cơ hội Tăng trưởng Mới, 2015 - Trung tâm Quản lý và Nghiên cứu Nâng cao, 2002 - Trung tâm Bão Quốc gia/Dịch vụ Thời tiết Quốc gia, 1995 - Tòa nhà Khoa học Y tá và Sức khỏe, 2009 - Owa Ehan, 1975 - Hội trường Panther, 1996 - Hội trường Parkview, 2013 - Tòa nhà Trường Kiến trúc Paul Cejas, 2003 - Primera Casa, 1969 - Tòa nhà Luật Rafael Diaz-Balart, 2006 - Trung tâm Giải trí, 2005 - Nhà Ronald Reagan, 2001 |  | - Tòa nhà Kinh doanh Ryder, 1992 - Trường Quan hệ Quốc tế và Công cộng Giai đoạn I, 2010 - Trường Quan hệ Quốc tế và Công cộng Giai đoạn II, 2023 - Khu phức hợp Lớp học Khoa học, 2012 - Trung tâm AstroScience Stocker, 2013 - Hội trường Tamiami, 2022 - Nhà nguyện Trish và Dan Bell, Đang xây dựng (dự kiến hoàn thành 2025) - Khu phức hợp Dịch vụ Y tế Đại học, 1992 - Căn hộ Đại học, 1986 - Tháp Đại học, 2000 - Viertes Haus, 1975 - Nhà kính Wertheim, 1991 - Trung tâm Nghệ thuật Biểu diễn Wertheim, 1996 - Tòa nhà Giáo dục Ziff, 1995 |

Trường Tiểu học Carlos Finlay, thuộc Hệ thống Trường Công Quận Miami-Dade, nằm trong khuôn viên Maidique của FIU. Văn phòng Miami của Dịch vụ Thời tiết Quốc gia cũng nằm trên tài sản của FIU. Cả Trường Tiểu học Finlay và Trung tâm Bão đều được cho thuê lại.

### Khuôn viên Vịnh Biscayne

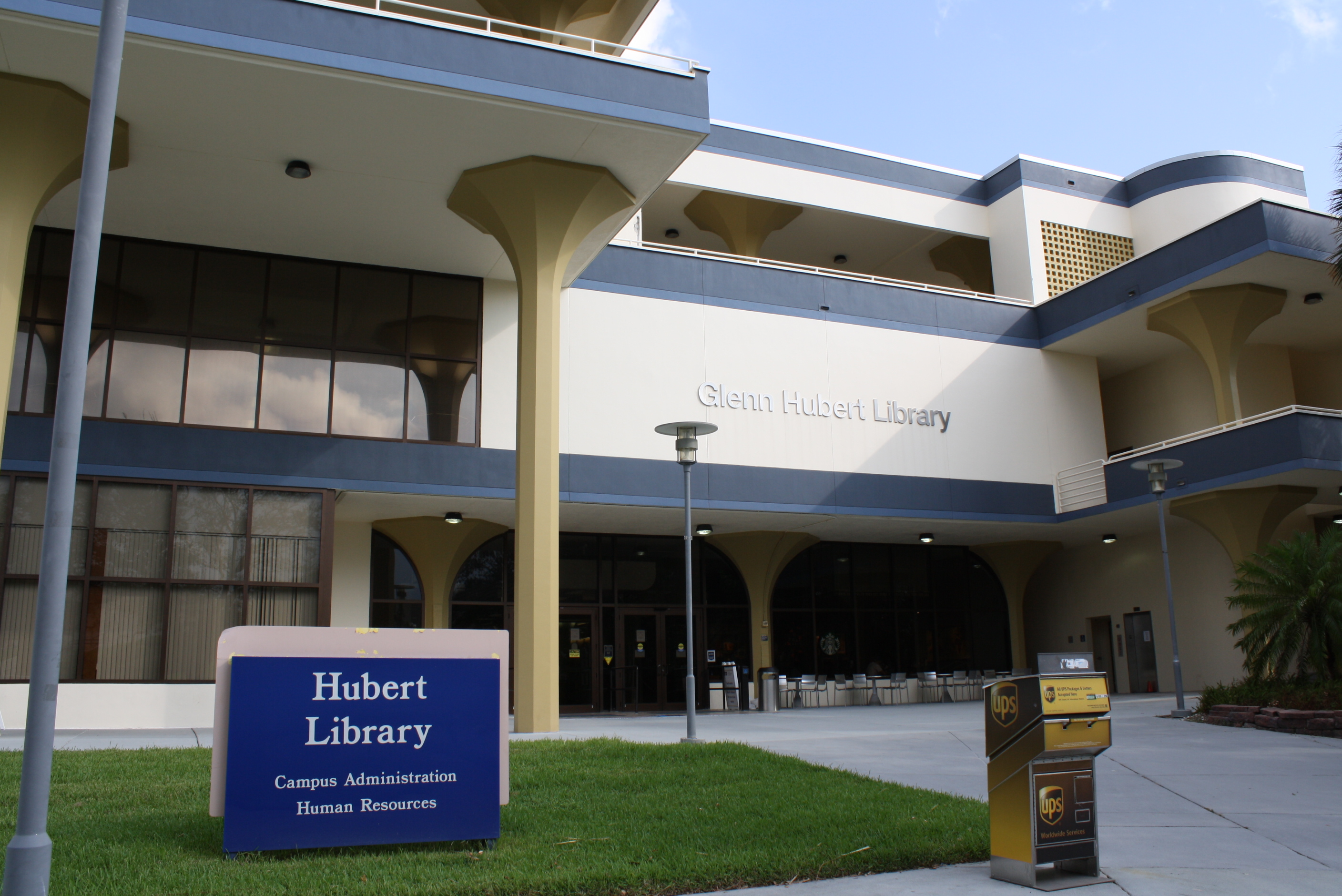
Thư viện Glenn Hubert tại Khuôn viên Vịnh Biscayne của Đại học Quốc tế Florida

Khuôn viên Vịnh Biscayne (BBC) ở North Miami là khuôn viên chi nhánh ven biển rộng 200 mẫu Anh (91 ha) của Đại học Quốc tế Florida. Nó được khai trương vào năm 1977 bởi Harold Crosby và chiếm đất ngay trên vịnh, liền kề với Công viên Bang Sông Oleta, nơi FIU có quan hệ đối tác nghiên cứu. Việc tiếp cận các tài nguyên này đã truyền cảm hứng cho việc tạo ra chương trình sinh học biển tại Khuôn viên Vịnh Biscayne, một trong những chương trình nổi tiếng nhất của trường. Khuôn viên Vịnh Biscayne cũng chứa Trường Quản lý Khách sạn và Du lịch, Trường Báo chí và Truyền thông Đại chúng, Trung tâm Thủy sinh, và Trung tâm Hội nghị Kovens. Tàu tốc hành Panther Vàng, xe buýt sinh viên của FIU, kết nối khuôn viên chính và Khuôn viên Vịnh Biscayne suốt cả ngày trong các ngày làm việc.
Tại Khuôn viên Vịnh Biscayne, FIU cung cấp nhà ở thông qua các căn hộ Bayview Student Living. Nhà ở mới đầu tiên trong khuôn viên BBC sau hơn 30 năm chứa 408 sinh viên trong một tòa nhà cao tầng nhìn ra Vịnh Biscayne. Thông qua Tàu tốc hành Panther của FIU, sinh viên hiện tại di chuyển miễn phí giữa các khuôn viên.

### Trung tâm khu vực
FIU cũng có các trung tâm khu vực nhỏ hơn khác nằm rải rác khắp Nam Florida tại cả Quận Miami-Dade và Quận Broward, phục vụ cộng đồng địa phương trong nghiên cứu, học tập tiếp tục và văn hóa. Tại Quận Miami-Dade, có bốn cơ sở FIU khu vực, Trung tâm Trung tâm Miami, Bảo tàng Wolfsonian-FIU ở Miami Beach (Đại lộ Washington và Phố 10), trung tâm nghiên cứu FIU-Florida Memorial ở Miami Gardens, và một địa điểm nghiên cứu ở Homestead.

#### FIU tại I-75
FIU tại I-75 là một khuôn viên vệ tinh nằm ở Miramar, giáp với Pembroke Pines và phần cực nam của Xa lộ Liên tiểu bang 75 ở Quận Broward. Nó hoàn thành xây dựng vào năm 2014 và được sử dụng để đáp ứng nhu cầu lớn từ sinh viên Quận Broward và chia sẻ một tòa nhà với Cao đẳng Broward. Khuôn viên này chứa một khu phức hợp rộng 89.000 sqft và cung cấp các khóa học và chương trình từ Khoa Nghệ thuật & Khoa học, Khoa Kinh doanh, Khoa Giáo dục, và Khoa Kỹ thuật & Máy tính. Khuôn viên này cũng được trang bị văn phòng, phòng thí nghiệm máy tính, phòng chờ sinh viên và không gian học tập cho sinh viên.

#### Trung tâm Trung tâm Miami

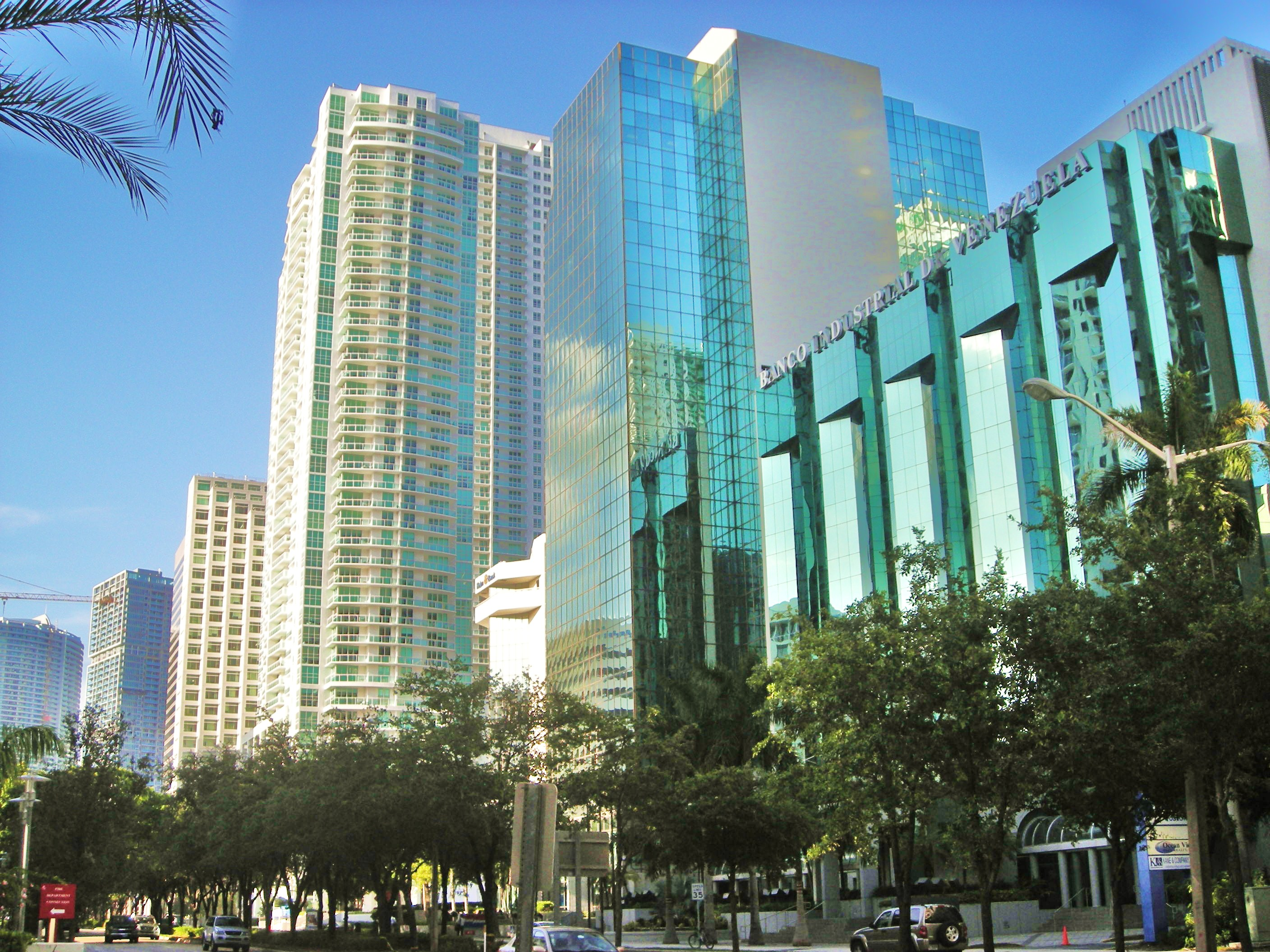
1101 Đại lộ Brickell, trụ sở của khuôn viên Trung tâm Miami của FIU

FIU có một trung tâm trên Đại lộ Brickell ở Trung tâm Miami tại 1101 Đại lộ Brickell được gọi là "FIU Trung tâm trên Brickell". Khoa Quản trị Kinh doanh của FIU đã tổ chức các lớp học tại Tòa nhà Burdines trên Phố Flagler và Trung tâm Metropolitan có văn phòng tại 150 SE 2nd Ave kể từ năm 2004. Vào tháng 8 năm 2011, FIU mở rộng trung tâm Trung tâm của mình đến 1101 Brickell với việc mở rộng các khóa học cho Khoa Quản trị Kinh doanh và Trường Quan hệ Quốc tế và Công cộng, cũng như trung tâm nghiên cứu của FIU, Trung tâm Metropolitan. Hầu hết các chương trình ở Trung tâm là các khóa học buổi tối cấp sau đại học dành cho các chuyên gia và cư dân Trung tâm. Tính đến mùa xuân năm 2011, có khoảng 500 sinh viên đăng ký tại trung tâm Trung tâm, với kế hoạch phát triển trung tâm này lên hơn 2.000 sinh viên vào năm 2021.

#### Trung tâm Tư pháp và Pháp y Toàn cầu, Largo
Được thành lập vào năm 2018, nó kết hợp hai thập kỷ kinh nghiệm để gắn kết ngành khoa học pháp y và tư pháp hình sự từ hiện trường tội phạm đến phòng xử án.
Nằm tại: Đường Bryan Dairy, Largo, Florida .

## Tổ chức và quản lý
FIU thuộc Hệ thống Đại học Bang Florida gồm 12 khuôn viên và là một trong những trường đại học nghiên cứu sau đại học chính của Florida, cấp hơn 3.400 bằng sau đại học và chuyên môn mỗi năm. Trường cung cấp 191 chương trình học với hơn 280 chuyên ngành trong 23 khoa và trường. FIU cung cấp nhiều chương trình sau đại học, bao gồm kiến trúc, quản trị kinh doanh, kỹ thuật, luật, và y học, cung cấp 81 bằng thạc sĩ, 34 bằng tiến sĩ, và 3 bằng chuyên môn.

### Quản trị sinh viên
Hiệp hội Quản trị Sinh viên chủ trì và tài trợ cho hơn 300 câu lạc bộ, tổ chức và hội danh dự sinh viên tại trường đại học và có ngân sách hoạt động khoảng 20 triệu USD mỗi năm. Hiệp hội Quản trị Sinh viên được chia thành ba nhánh. Nhánh Hành pháp gồm Chủ tịch Hội Sinh viên và Phó Chủ tịch, được chọn trong một cuộc bầu cử toàn trường, cũng như Thống đốc của Khuôn viên Vịnh Biscayne, được chọn trong một cuộc bầu cử của sinh viên thuộc khuôn viên đó. Nhánh Hành pháp cũng bao gồm Nội các của Chủ tịch Hội Sinh viên. Nhánh Lập pháp gồm Thượng viện Hội Sinh viên. Nhánh Tư pháp gồm Tòa án Tối cao. Chủ tịch Hội Sinh viên là thành viên của Hội đồng Quản trị FIU, trong khi Phó Chủ tịch Hội Sinh viên là thành viên của Hội đồng Quản trị Quỹ FIU.
Hiệp hội Quản trị giám sát một số Cơ quan cung cấp chương trình cho sinh viên: Hội đồng Ngày Về trường, Hội đồng Lập trình Sinh viên, Panther Power, và Hội đồng Các Tổ chức Sinh viên đã Đăng ký, chịu trách nhiệm đăng ký hơn 300 tổ chức sinh viên và phân phối kinh phí do Quản trị Sinh viên phân bổ. Panther Power là nhóm tinh thần sinh viên, và có thể được thấy trong tất cả các sự kiện thể thao của FIU cùng với Ban Nhạc, đội nhảy Dazzlers, và đội cổ vũ. Ngoài ra, Quản trị Sinh viên giám sát một số Cục cung cấp cộng đồng cho các nhóm bản sắc trong khuôn viên, bao gồm Liên minh Sinh viên Da đen và Liên minh Sinh viên Tự hào.

### Hiệu trưởng
| Hiệu trưởng         | Nhiệm kỳ  |
| ------------------- | --------- |
| Charles Perry       | 1965–1976 |
| Harold B. Crosby    | 1976–1979 |
| Gregory Baker Wolfe | 1979–1986 |
| Modesto A. Maidique | 1986–2009 |
| Mark B. Rosenberg   | 2009–2022 |
| Kenneth A. Jessell  | 2022–     |

### Các khoa và trường
| - Khoa Kiến trúc và Nghệ thuật - Trường Kiến trúc - Trường Truyền thông và Báo chí - Trường Âm nhạc - Khoa Nghệ thuật, Khoa học và Giáo dục - Trường Giáo dục và Phát triển Con người - Trường Môi trường, Nghệ thuật và Xã hội - Trường Khoa học và Nhân văn Tích hợp - Khoa Kinh doanh - Trường Sau đại học Kinh doanh Alvah H. Chapman - Trường Đại học Kinh doanh R. Kirk Landon |  | - Khoa Kỹ thuật và Máy tính - Trường Khoa học Máy tính và Thông tin Quỹ Knight - Trường Xây dựng, Cơ sở hạ tầng và Bền vững Moss - Trường Giáo dục Máy tính, Xây dựng và Kỹ thuật Phổ quát - Khoa Luật - Khoa Y Herbert Wertheim - Khoa Điều dưỡng và Khoa học Sức khỏe Nicole Wertheim - Khoa Sức khỏe Cộng đồng và Công tác Xã hội Robert Stempel - Trường Quản lý Khách sạn và Du lịch Chaplin - Trường Quan hệ Quốc tế và Công cộng Steven J. Green - Khoa Danh dự |

## Học thuật

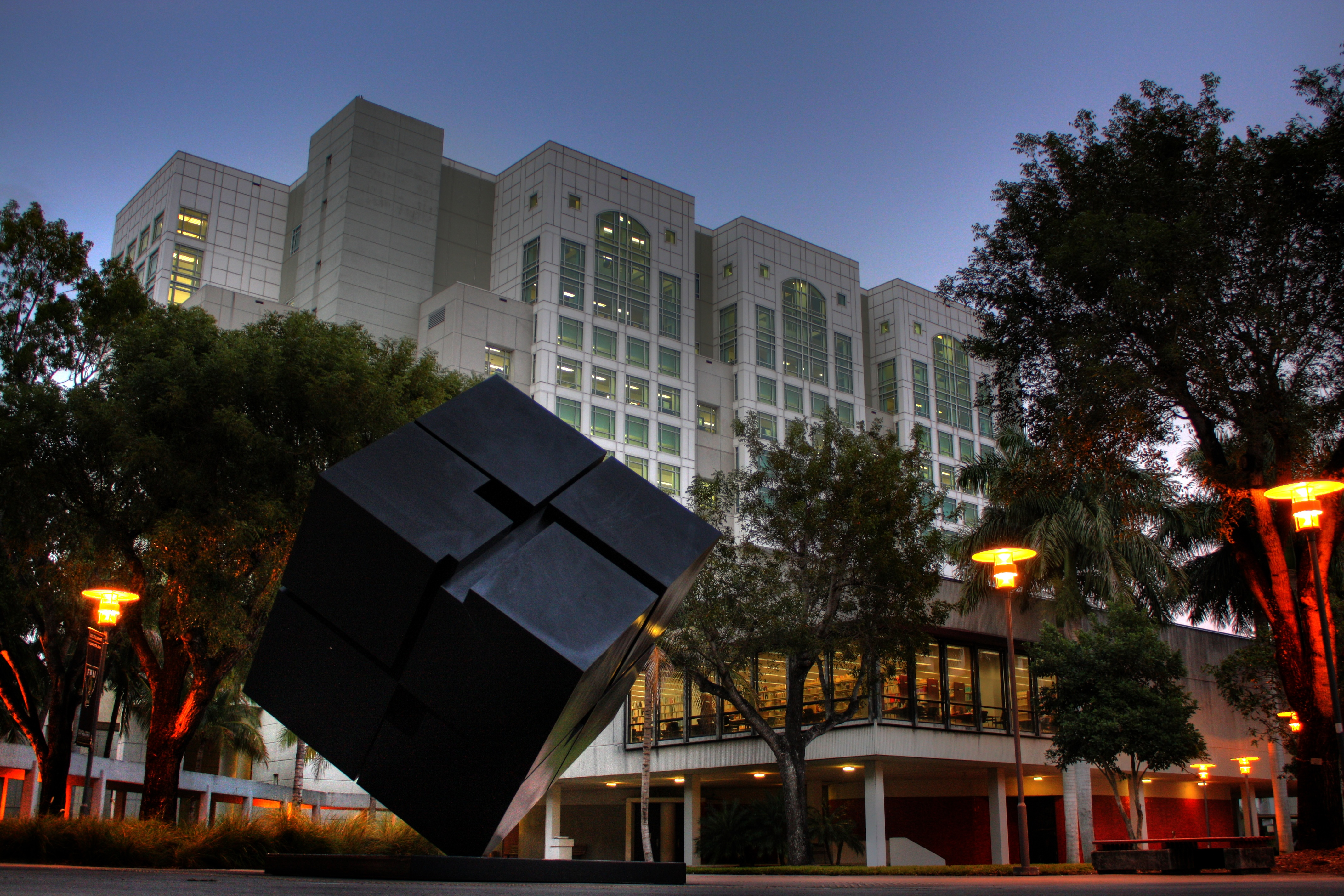
Khối Marty trước đây gần Thư viện Xanh đã bị gỡ bỏ vào năm 2014, viện dẫn lý do an toàn

FIU cung cấp 191 chương trình học thuật, 60 chương trình Bằng cử nhân, 81 chương trình bằng thạc sĩ, 3 chương trình bằng chuyên gia, 34 chương trình bằng tiến sĩ, và 4 chương trình chuyên môn trong 23 khoa và trường. Ngoài ra, 97% giảng viên có bằng cấp cao nhất, và 50% hiện đang có biên chế tại trường với tỷ lệ sinh viên/giảng viên là 27:1.
Vào đầu những năm 2000 (thập kỷ), trọng tâm tại FIU được đặt vào việc tăng trưởng các chương trình bằng cấp và số lượng sinh viên nhập học. Tuy nhiên, kể từ năm 2005, số lượng sinh viên nhập học đã bị giới hạn và trọng tâm chuyển sang nâng cao chất lượng của các chương trình học thuật hiện có. Với việc bổ sung Khoa Y, nhu cầu về cơ sở vật chất và không gian lớp học đã tăng lên đáng kể.

### Học phí
Đối với năm học 2019–2020, chi phí học phí là:
Đại học$205,57 mỗi giờ tín chỉ cho sinh viên trong bang, và $618,87 mỗi giờ tín chỉ cho sinh viên ngoài bang. Tổng học phí/phí: $7.916 cho trong bang và $20.314 cho ngoài bang
Sau đại học$455,64 mỗi giờ tín chỉ cho sinh viên trong bang, và $1.001,69 mỗi giờ tín chỉ cho sinh viên ngoài bang. Tổng học phí/phí: $9.600 cho trong bang và $19.428 cho ngoài bang
Trường Luật (ban ngày)$675,67 mỗi giờ tín chỉ cho sinh viên trong bang, và $1.101,87 mỗi giờ tín chỉ cho sinh viên ngoài bang. Tổng học phí/phí: $20.660 cho trong bang và $33.446 cho ngoài bang
Trường Luật (ban đêm)$506,77 mỗi giờ tín chỉ cho sinh viên trong bang, và $851,40 mỗi giờ tín chỉ cho sinh viên ngoài bang. Tổng học phí/phí: $15.593 cho trong bang và $25.932 cho ngoài bang

### Tuyển sinh
|                                                                | 2023             | 2022             | 2021             | 2020             | 2019             | 2018             |
| -------------------------------------------------------------- | ---------------- | ---------------- | ---------------- | ---------------- | ---------------- | ---------------- |
| Người nộp đơn                                                  | 25.034           | 17.343           | 16.406           | 16.911           | 18.492           | 19.410           |
| Được nhận                                                      | 14.729           | 11.075           | 10.502           | 9.784            | 10.634           | 11.366           |
| Nhập học                                                       | 5.168            | 4.424            | 4.061            | 3.763            | 3.998            | 4.441            |
| Tỷ lệ nhận                                                     | 58,8%            | 63,9%            | 64,0%            | 57,9%            | 57,5%            | 58,6%            |
| Tỷ lệ nhập học                                                 | 35,1%            | 39,9%            | 38,7%            | 38,5%            | 37,6%            | 39,1%            |
| Tổng điểm SAT*                                                 | 1060⁠–1240 (91%†) | 1070⁠–1240 (90%†) | 1030⁠–1220 (87%†) | 1110⁠–1260 (92%†) | 1110⁠–1280 (92%†) | 1090⁠–1260 (77%†) |
| Tổng điểm ACT*                                                 | 20–26 (9%†)      | 21–26 (10%†)     | 21–27 (13%†)     | 23–29 (8%†)      | 23–28 (8%†)      | 23–27 (23%†)     |
| * khoảng giữa 50% † phần trăm sinh viên năm nhất chọn nộp điểm |                  |                  |                  |                  |                  |                  |

Sinh viên Đại học Quốc tế Florida, với số lượng 54.085 vào mùa thu 2023, đến từ hơn 130 quốc gia và tất cả 50 bang của Hoa Kỳ. Tỷ lệ nữ so với nam là 57:43, và 18,6% là sinh viên sau đại học và chuyên môn. Các chương trình bằng chuyên môn bao gồm Luật, Y học, Kỹ thuật, Quản trị Kinh doanh và Điều dưỡng.
Lớp sinh viên năm nhất nhập học mùa thu 2023 có GPA trung bình 4,1, điểm SAT 1150, và điểm ACT 24. 3% trong số này là công dân nước ngoài, trong khi 74% là người Mỹ gốc Tây Ban Nha, 9% là người Mỹ gốc Phi, 8% là người Mỹ da trắng, và 3% là người Mỹ gốc Á. Tỷ lệ giữ chân sinh viên năm nhất cho năm 2021 là 100%. Khoa phổ biến nhất theo số lượng nhập học là Khoa Nghệ thuật và Khoa học. Vào mùa thu 2021, 24.351 sinh viên đã nộp đơn xin nhập học sau đại học trên toàn trường. Trong số đó, 8.043 (33,02%) được chấp nhận. Khoa Y Wertheim nhận 5,2% số người nộp đơn, và Khoa Luật nhận 22%. Việc nhập học vào Khoa Y Wertheim rất cạnh tranh, và khoa này có số lượng người nộp đơn cao nhất trong bang, vượt qua Đại học Florida. Vào mùa thu 2010, 3.606 sinh viên đã nộp đơn cho 43 suất.
Trường Kiến trúc FIU là trường cạnh tranh nhất ở Florida, với tỷ lệ nhập học thấp nhất trong bang là 14% (2011). Vào mùa thu 2009, Trường Kiến trúc nhận được hơn 1.000 đơn xin vào chương trình Thạc sĩ Kiến trúc năm đầu tiên, với 60 người được chấp nhận, mang lại cho Trường Kiến trúc tỷ lệ nhập học 6%. GPA trung bình của lớp năm nhất tại Trường Kiến trúc là 3,98, cũng khiến nó trở thành một trong những trường chọn lọc nhất tại FIU.

### Nhập học
| Năm học   | Đại học | Sau đại học | Tổng số nhập học |
| --------- | ------- | ----------- | ---------------- |
| 2018–2019 | 48.439  | 9.625       | 58.064           |
| 2019–2020 | 49.004  | 9.823       | 58.827           |
| 2020–2021 | 48.664  | 10.235      | 58.899           |
| 2021–2022 | 46.079  | 10.653      | 56.732           |
| 2022–2023 | 45.442  | 10.245      | 55.687           |
| 2023–2024 | 44.045  | 10.040      | 54.085           |

| Chủng tộc và dân tộc (tất cả sinh viên đại học, mùa thu 2023) | Chủng tộc và dân tộc (tất cả sinh viên đại học, mùa thu 2023) | Chủng tộc và dân tộc (tất cả sinh viên đại học, mùa thu 2023) | Chủng tộc và dân tộc (tất cả sinh viên đại học, mùa thu 2023) |
| ------------------------------------------------------------- | ------------------------------------------------------------- | ------------------------------------------------------------- | ------------------------------------------------------------- |
| Hispanic                                                      | 67%                                                           | 67                                                            |                                                               |
| Da đen                                                        | 11%                                                           | 11                                                            |                                                               |
| Trắng                                                         | 9%                                                            | 9                                                             |                                                               |
| Công dân nước ngoài                                           | 7%                                                            | 7                                                             |                                                               |
| Á                                                             | 3%                                                            | 3                                                             |                                                               |
| Khác {{Chú thích}}: Chú thích trống (trợ giúp)                | 3%                                                            | 3                                                             |                                                               |
| Chủng tộc và dân tộc (lớp năm nhất nhập học, mùa thu 2023)    |                                                               |                                                               |                                                               |
| Hispanic                                                      | 74%                                                           | 74                                                            |                                                               |
| Da đen                                                        | 9%                                                            | 9                                                             |                                                               |
| Trắng                                                         | 8%                                                            | 8                                                             |                                                               |
| Công dân nước ngoài                                           | 3%                                                            | 3                                                             |                                                               |
| Á                                                             | 3%                                                            | 3                                                             |                                                               |
| Khác {{Chú thích}}: Chú thích trống (trợ giúp)                | 3%                                                            | 3                                                             |                                                               |
| Đa dạng kinh tế (nhóm 2017)                                   |                                                               |                                                               |                                                               |
| Thu nhập thấp {{Chú thích}}: Chú thích trống (trợ giúp)       | 58%                                                           | 58                                                            |                                                               |
| Giàu có {{Chú thích}}: Chú thích trống (trợ giúp)             | 42%                                                           | 42                                                            |                                                               |

Năm 2024, gần 3.800 sinh viên FIU (cả sinh viên đại học và sau đại học) được công nhận là sinh viên quốc tế. Trong số đó, các quốc gia xuất xứ phổ biến nhất là Trung Quốc, Venezuela, Ấn Độ, Colombia, Ả Rập Saudi và Brazil. Sinh viên từ New York, New Jersey, và California chiếm phần lớn các bang cho sinh viên ngoài bang. Người Florida chiếm 90% dân số sinh viên. Miami-Dade, Broward, Palm Beach, Hillsborough, và Orange là các quận lớn nhất của Florida cho sinh viên trong bang.
University Park chiếm 87% dân số sinh viên và 94% sinh viên nhà ở. Khuôn viên Vịnh Biscayne chiếm khoảng 13% dân số sinh viên, chủ yếu là sinh viên đại học năm dưới và sinh viên của Trường Quản lý Khách sạn và Du lịch.

### Xếp hạng
| Kinh doanh                               | 110–143 |
| Kinh doanh: Kinh doanh Quốc tế           | 4       |
| Kinh doanh: MBA Bán thời gian            | 102     |
| Giáo dục                                 | 112     |
| Kỹ thuật                                 | 92      |
| Luật                                     | 60      |
| Y học: Nghiên cứu                        | 106     |
| Y học: Chăm sóc Ban đầu                  | 102     |
| Điều dưỡng: Thạc sĩ                      | 47      |
| Điều dưỡng: Tiến sĩ Thực hành Điều dưỡng | 56      |

| Khoa học Sinh học              | 203 |
| Thống kê Sinh học              | 64  |
| Hóa học                        | 173 |
| Tâm lý học Lâm sàng            | 101 |
| Khoa học Máy tính              | 110 |
| Tội phạm học                   | 32  |
| Khoa học Trái đất              | 118 |
| Kinh tế                        | 110 |
| Kỹ thuật: Đại học              | 137 |
| Nghệ thuật Tinh tế             | 178 |
| Quản lý Chăm sóc Sức khỏe      | 51  |
| Lịch sử                        | 100 |
| Điều dưỡng: Cử nhân Điều dưỡng | 96  |
| Gây mê Điều dưỡng              | 88  |
| Liệu pháp Nghề nghiệp          | 68  |
| Vật lý Trị liệu                | 179 |
| Vật lý                         | 146 |
| Khoa học Chính trị             | 109 |
| Tâm lý học                     | 140 |
| Công vụ                        | 62  |
| Tài chính Công và Ngân sách    | 24  |
| Y tế Công cộng                 | 63  |
| Tư vấn Phục hồi                | 58  |
| Công tác Xã hội                | 72  |
| Xã hội học                     | 113 |
| Bệnh học Ngôn ngữ - Lời nói    | 146 |

Vào năm 2025, U.S. News & World Report xếp hạng Đại học Quốc tế Florida đứng thứ 46 (đồng hạng) trong số các trường đại học công lập tốt nhất tại Hoa Kỳ, và thứ 98 (đồng hạng) tổng thể trong tất cả các trường đại học quốc gia, cả công lập và tư thục.
Năm 2018, Diverse: Issues In Higher Education xếp hạng FIU đứng đầu trong việc cấp bằng cử nhân, thứ bảy trong việc cấp bằng thạc sĩ, và thứ 27 trong việc cấp bằng tiến sĩ cho các nhóm thiểu số tại Hoa Kỳ.

#### Khoa Kinh doanh
Khoa Kinh doanh được công nhận bởi AACSB International – Hiệp hội Phát triển Trường Kinh doanh Đại học. U.S. News & World Report trong "Các Trường Đại học Tốt nhất Hoa Kỳ" (2015) xếp hạng chương trình kinh doanh quốc tế đại học đứng thứ sáu trên toàn quốc và xếp hạng Trường Sau đại học Kinh doanh Chapman đứng thứ 15 trên toàn quốc cho chương trình MBA Quốc tế.

#### Khoa Luật
Sinh viên tốt nghiệp FIU đạt tỷ lệ đậu cao nhất trong tất cả các trường luật Florida trong các kỳ thi tháng 7 năm 2015, tháng 2 năm 2016 và tháng 7 năm 2016. Năm 2007, Khoa Luật được xếp hạng nhất tại Florida trong Kỳ thi Trách nhiệm Nghề nghiệp Đa bang với tỷ lệ 96%.

### Honors College

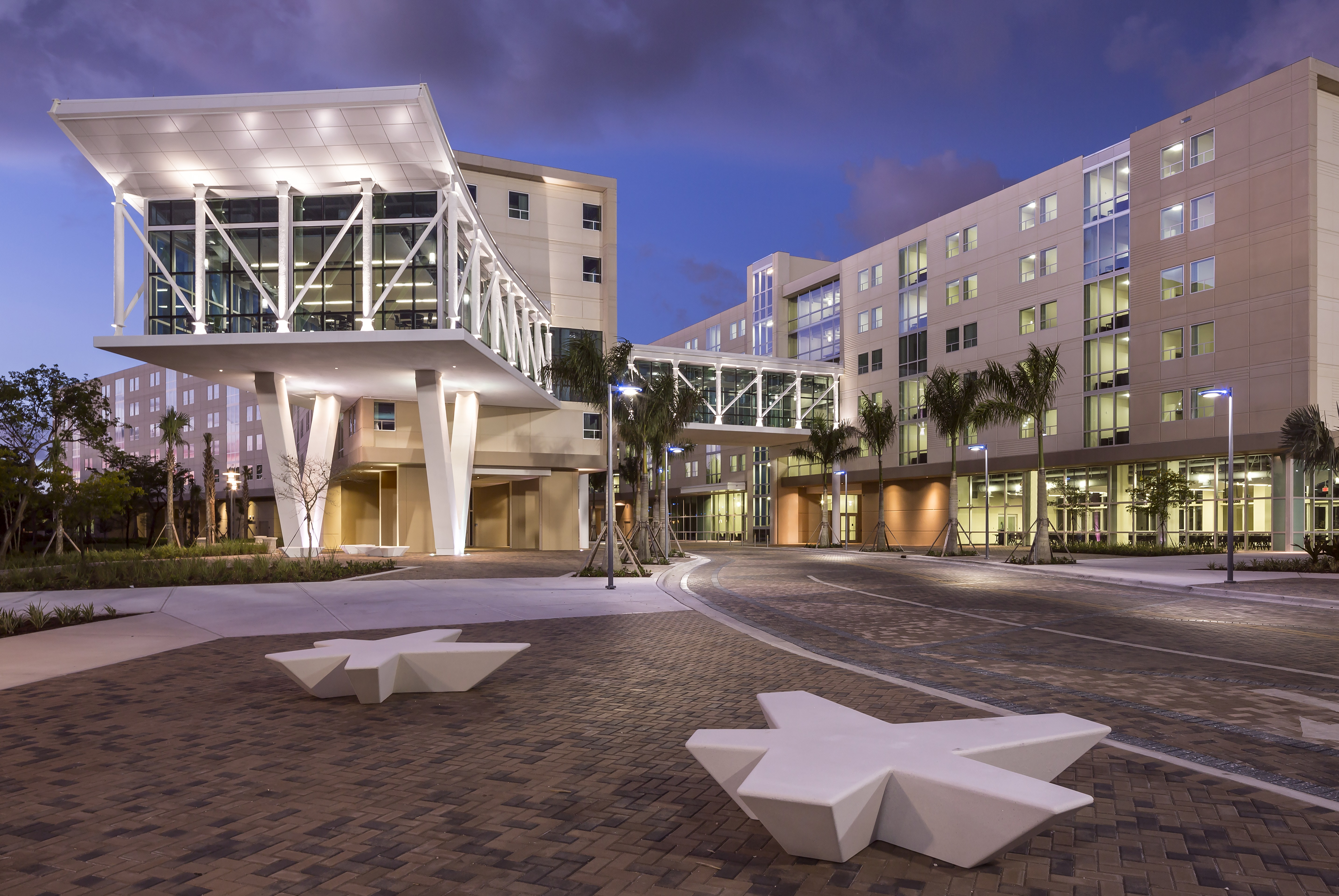
Hội trường Parkview, nơi ở của sinh viên danh dự từ năm 2013

Hồ sơ học thuật trung bình của sinh viên được chấp nhận vào Honors College năm 2019 như sau: GPA trọng số 4,4; điểm ACT tổng hợp 29; tổng điểm SAT 1329.

### Chương trình quốc tế

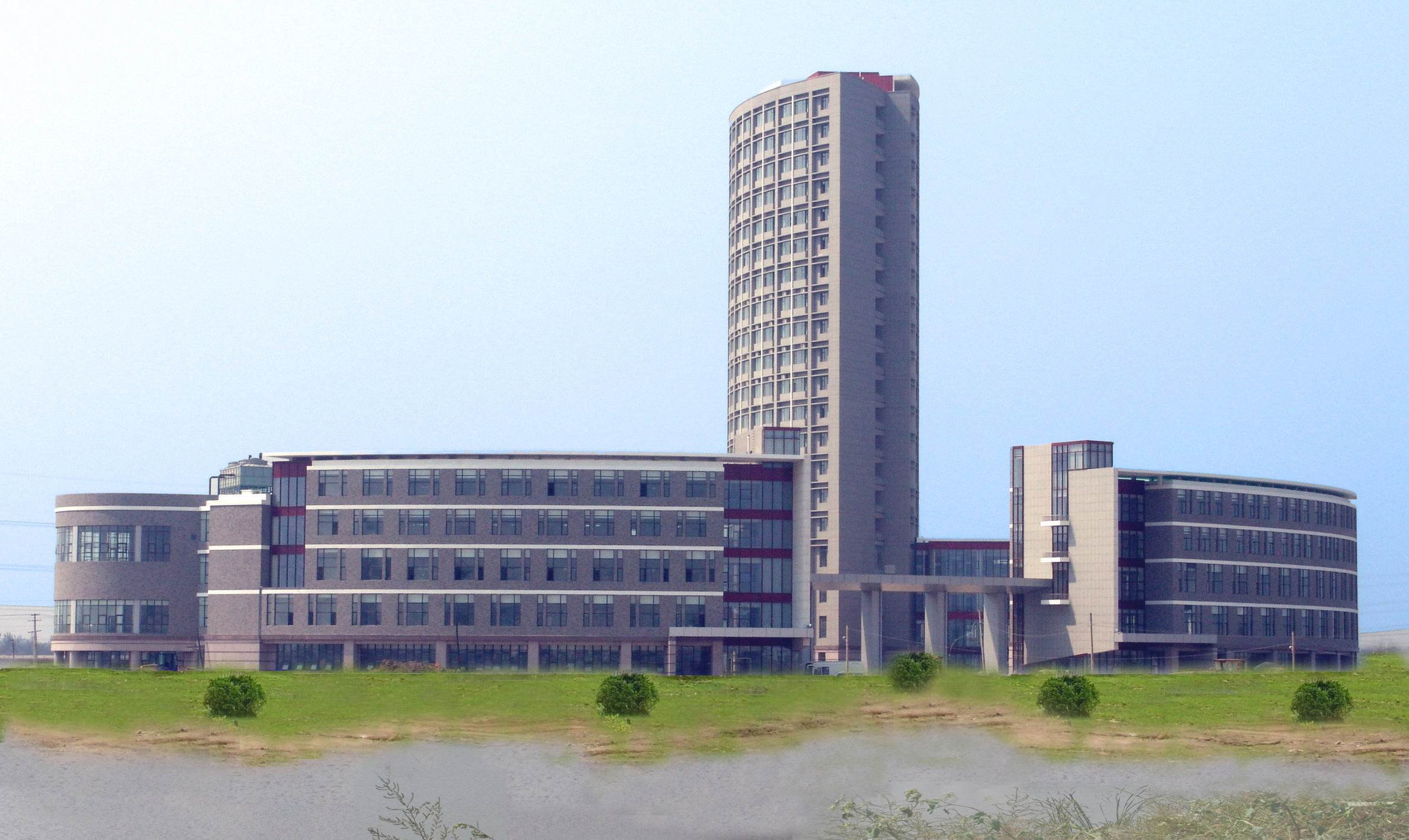
Trung tâm Thiên Tân FIU tại Thiên Tân, Trung Quốc

Chương trình Du học của Đại học Quốc tế Florida (FIU EA) có mặt tại châu Âu, châu Á và Mỹ Latinh. Mỗi năm, FIU liên tục gửi hơn 1.000 sinh viên trên khắp thế giới để học tập tại nhiều địa điểm khác nhau. Là sinh viên của EA, sinh viên có thể tham gia các lớp học đáp ứng yêu cầu chuyên ngành và/hoặc ngành phụ của họ, học cùng các chuyên gia trong lĩnh vực của mình và kiếm được tín chỉ FIU. Ngoài ra, trường đại học có thỏa thuận trao đổi với hơn 70 tổ chức đối tác.
Tại Ý, sự hiện diện của FIU tập trung ở khu vực Genoa. Bảo tàng Wolfsonian-FIU có một cơ sở khu vực tại khu vực Nervi, và Trường Kiến trúc có các cơ sở tại Genoa dành cho sinh viên kiến trúc bậc cao và sau đại học của FIU. Năm 2006, FIU mở Trung tâm Thiên Tân FIU tại Trung Quốc, từ đó một nhánh của Trường Quản lý Khách sạn & Du lịch hoạt động. Trung tâm Thiên Tân được xây dựng như một liên doanh hợp tác với chính quyền địa phương. Nó tạm thời đóng cửa vào năm 2020 do đại dịch COVID-19.
Mặc dù FIU không có khuôn viên tại Colombia, sự tham gia sâu rộng của trường vào các nỗ lực tại quốc gia này—bao gồm bảo tồn sông ngòi, y tế công cộng và cải cách tư pháp—đã khiến trường đại học chỉ định nó là một trong những "Trung tâm Thế giới" của mình.

### Chương trình Mô hình Liên Hợp Quốc
Chương trình Mô hình Liên Hợp Quốc FIU là một chương trình của Trường Quan hệ Quốc tế và Công vụ. Mỗi năm có từ 40 đến 80 đại biểu tham gia FIU MUN. FIU MUN được xếp hạng là Đội Mô hình Liên Hợp Quốc tốt nhất Bắc Mỹ cho mùa giải 2018–2019.
FIU MUN cũng tổ chức hội nghị trung học hàng năm: Mô hình Liên Hợp Quốc Quốc tế Florida (FIMUN). Hội nghị này thường đón hơn 500 học sinh trung học.

### Thư viện FIU

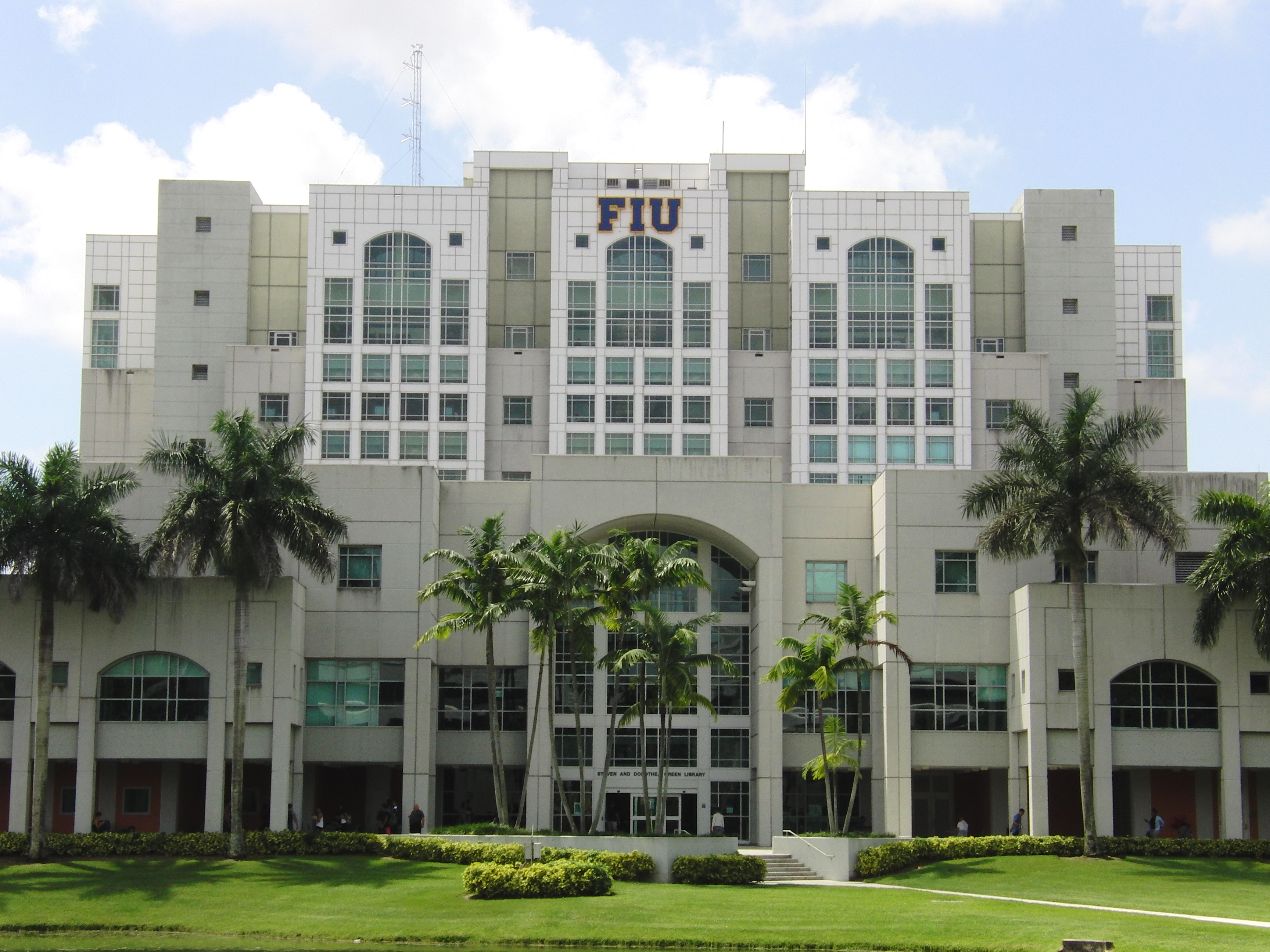
Thư viện Xanh là một trong những thư viện lớn nhất ở Đông Nam Hoa Kỳ và là tòa nhà lớn nhất trong khuôn viên.

FIU có sáu thư viện, bao gồm Thư viện Xanh, thư viện chính của FIU; Thư viện Glenn Hubert (Khuôn viên Vịnh Biscayne), Thư viện Wolfsonian, Thư viện Kỹ thuật, Thư viện Luật, và Thư viện Y khoa. Thư viện Xanh, Thư viện Hubert và Trung tâm Dịch vụ Thư viện Kỹ thuật được quản lý bởi Hiệu trưởng Thư viện Đại học. Các thư viện khác được giám sát bởi các trường hoặc tổ chức thích hợp của chúng.
Tổng cộng, các thư viện toàn trường đại học FIU sở hữu hơn 2.097.207 đầu sách, 52.511 tạp chí hiện hành, 3.587.663 đơn vị vi phim, và 163.715 đơn vị âm thanh hình ảnh.

#### Thư viện
Thư viện Xanh là thư viện chính của FIU và là tòa nhà lớn nhất trong khuôn viên. Ban đầu được thiết kế bởi Kiến trúc sư David M. Harper vào năm 1973, Thư viện Xanh đã được mở rộng bởi công ty kiến trúc M. C. Harry & Associates, Inc. vào đầu những năm 1990 lên tám tầng hiện tại, với khả năng mở rộng tổng cộng lên 15 tầng nếu cần thiết. Cấu trúc tám tầng này được xây dựng bao quanh, xuyên qua và xung quanh thư viện ba tầng ban đầu trong khi nó vẫn đang được sử dụng.
Tầng một có các lớp học, không gian khán phòng, và các dịch vụ hỗ trợ sinh viên như gia sư, trung tâm viết lách, và hỗ trợ công nghệ. Cũng tại tầng một là một cửa hàng Auntie Anne's và một Starbucks. Tầng hai có khu vực tham khảo, bản đồ học (Trung tâm GIS), lưu thông, và nhiều phòng thí nghiệm máy tính và in ấn. Tầng ba là nơi đặt Thư viện Y khoa, bao gồm các phòng học yên tĩnh cũng như trung tâm tài nguyên cho sinh viên Khoa Danh dự. Tầng bốn chứa bộ phận sưu tập đặc biệt và lưu trữ đại học. Tầng năm là nơi đặt Thư viện Trường Kiến trúc, cũng như các bộ sưu tập âm nhạc và nghe nhìn. Tầng sáu và bảy là các tầng yên tĩnh nghiêm ngặt, chứa bộ sưu tập sách tổng quát cùng với nhiều phòng học cho sinh viên. Tầng tám chứa các văn phòng quản lý thư viện và các phòng ban dịch vụ kỹ thuật.
Thư viện Kỹ thuật FIU nằm ở tầng hai của tòa nhà chính của Trung tâm Kỹ thuật. Thư viện Luật FIU mở cửa vào năm 2002, có ba tầng, với cả ba tầng chứa bộ sưu tập tổng quát của thư viện. Tầng ba có một phòng đọc yên tĩnh hai tầng, cũng như nhiều phòng học. Mặc dù Thư viện Luật chỉ dành riêng cho sinh viên Luật, các sinh viên khác có thể sử dụng thư viện cho mục đích nghiên cứu. Thư viện Y khoa FIU mở cửa vào tháng 8 năm 2009 cùng thời điểm với việc khai trương Khoa Y Herbert Wertheim. Thư viện Y khoa hiện nằm ở tầng ba của tòa nhà Thư viện Xanh. Việc xây dựng tương lai các tòa nhà cho Khoa Y sẽ bao gồm một không gian mới cho Thư viện Y khoa bên ngoài Thư viện Xanh, tùy thuộc vào nguồn tài trợ và không gian sẵn có.
Thư viện Glenn Hubert, trước đây được gọi là Thư viện Vịnh Biscayne, là một cấu trúc ba tầng nhỏ hơn phục vụ Khuôn viên Vịnh Biscayne. Tất cả các dịch vụ tại Thư viện Xanh đều có sẵn tại Thư viện Hubert. Thư viện Wolfsonian nằm tại Bảo tàng Wolfsonian-FIU ở South Beach, tại góc của Đại lộ Washington và Phố 10. Bộ sưu tập tập trung hoàn toàn vào kiến trúc, nghệ thuật, thiết kế và lịch sử của Thế giới Phương Tây từ năm 1885 đến 1945. Thư viện chủ yếu phục vụ như một thư viện nghiên cứu với một bộ sưu tập phong phú các nguồn chính.

## Nghiên cứu

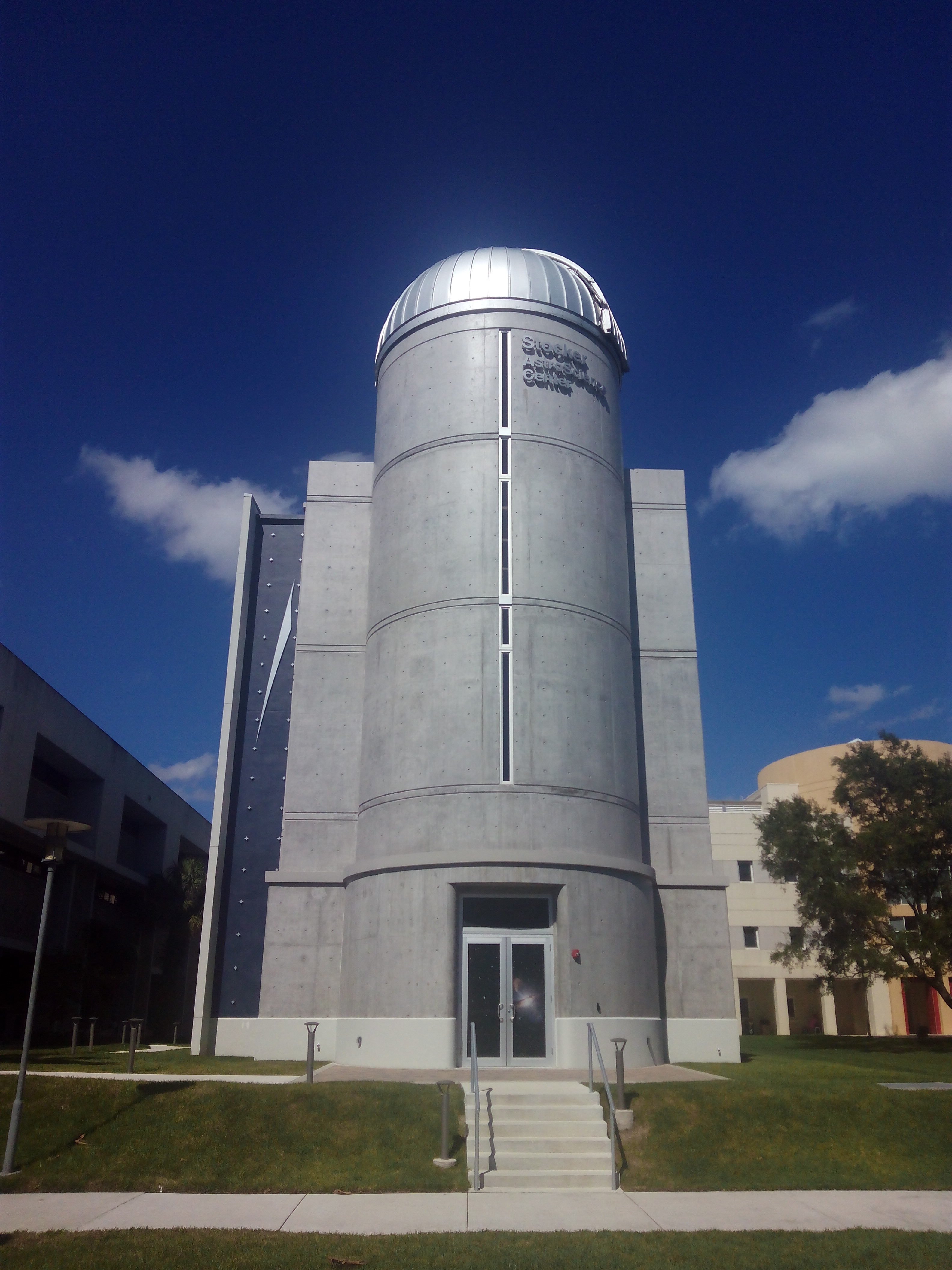
Trung tâm Khoa học Thiên văn Stocker (ASTRO) tự hào có một kính thiên văn cấp nghiên cứu 24 inch, điều khiển bằng máy tính với bánh xe lọc kép và máy ảnh CCD cấp nghiên cứu.

Đại học Quốc tế Florida đã chi 246 triệu đô la cho chi tiêu nghiên cứu hàng năm và được trao 310 triệu đô la trong các giải thưởng nghiên cứu cho năm tài chính 2021. Đại học Quốc tế Florida xếp thứ 107 về tổng chi tiêu nghiên cứu và phát triển (R&D) theo Quỹ Khoa học Quốc gia. FIU được phân loại trong nhóm "R1: Các trường đại học tiến sĩ – Hoạt động nghiên cứu rất cao".

### Trung tâm Nghiên cứu Bão Quốc tế
Trung tâm Nghiên cứu Bão Quốc tế (IHRC) là cơ sở nghiên cứu dựa trên trường đại học duy nhất của quốc gia dành cho nghiên cứu bão nhiệt đới. Nó bao gồm Phòng thí nghiệm Nghiên cứu Ven biển; Phòng thí nghiệm Nghiên cứu Khoa học Xã hội; Phòng thí nghiệm Nghiên cứu Bảo hiểm, Tài chính & Kinh tế; và Phòng thí nghiệm Nghiên cứu Kỹ thuật Gió, cũng như Tường Gió FIU. Tường Gió (WoW) 12 quạt tại FIU là cơ sở nghiên cứu đại học lớn nhất và mạnh nhất thuộc loại này và có khả năng mô phỏng một cơn bão cấp 5. Năm 2015, Quỹ Khoa học Quốc gia đã chọn WoW 12 quạt là một trong những "Cơ sở Thí nghiệm" lớn của quốc gia trong cuộc thi Cơ sở Hạ tầng Nghiên cứu Kỹ thuật Nguy cơ Tự nhiên (NHERI). Không nên nhầm lẫn với Trung tâm Bão Quốc gia (cũng nằm tại University Park), IHRC nằm ở phía tây của khuôn viên.

## Đời sống sinh viên

### Truyền thống

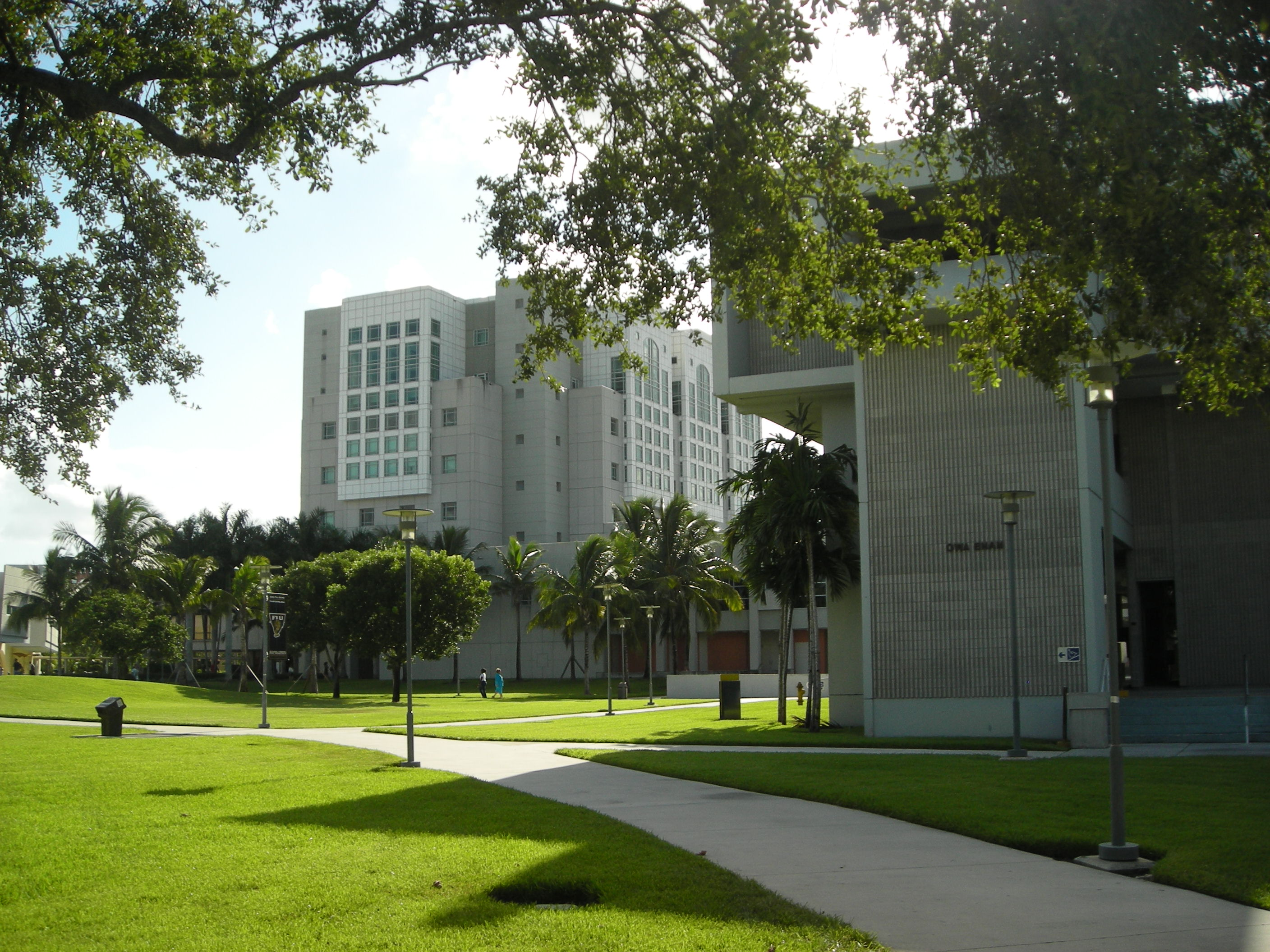
Thư viện Xanh và Owa Ehan ("Ngôi nhà thứ năm")

FIU có nhiều truyền thống từ các nhóm tinh thần sinh viên, sự kiện hội cựu sinh viên, và các sự kiện tinh thần sinh viên. Sinh viên mới nhập học có thể tham gia Trại Panther, ban đầu là một kỳ nghỉ cuối tuần vào mùa hè và nay là sự kiện hai ngày trong khuôn viên, bắt đầu từ năm 2006. Tuần Chào mừng, thường được tổ chức vào tuần đầu tiên hoặc thứ hai của học kỳ mùa thu, tổ chức nhiều sự kiện tinh thần, chẳng hạn như Đường Ngọn đuốc, khi ngọn đuốc tri thức trước tòa nhà Primera Casa được thắp sáng trong khuôn viên.

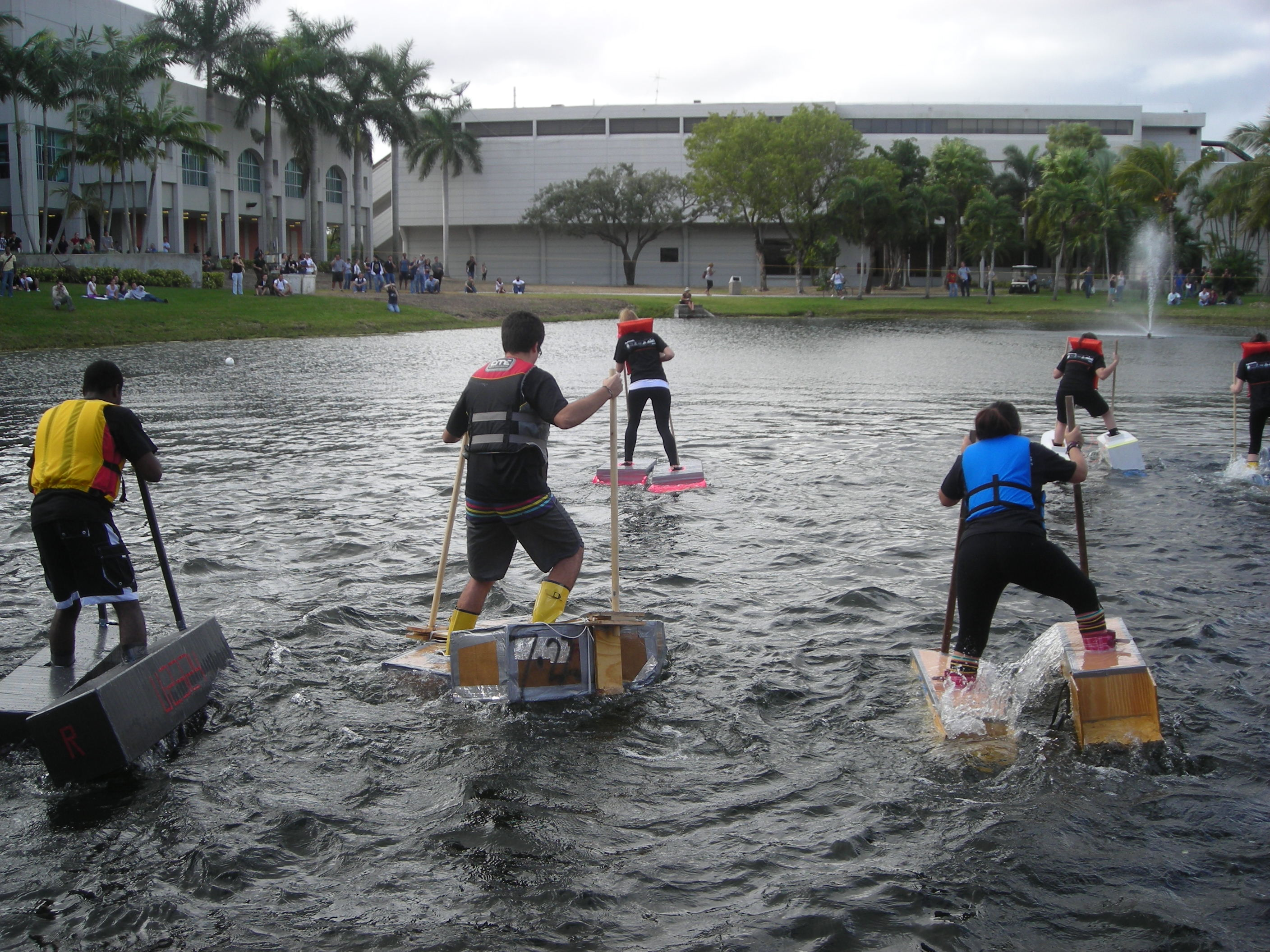
Cuộc đua Đi trên Nước được tổ chức hàng năm bởi Trường Kiến trúc

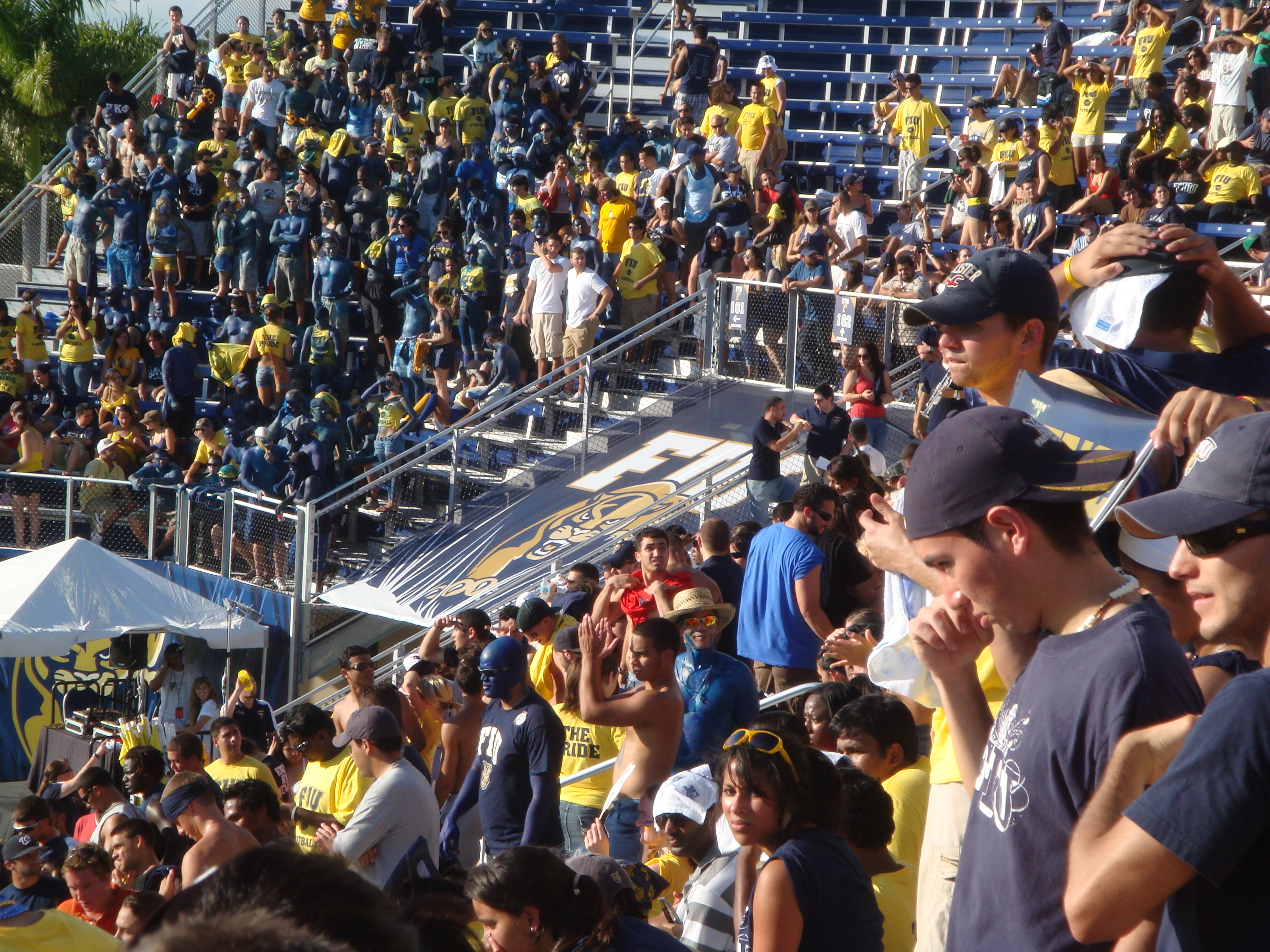
Cổ động viên FIU tại Sân vận động Riccardo Silva

### Đời sống ký túc xá

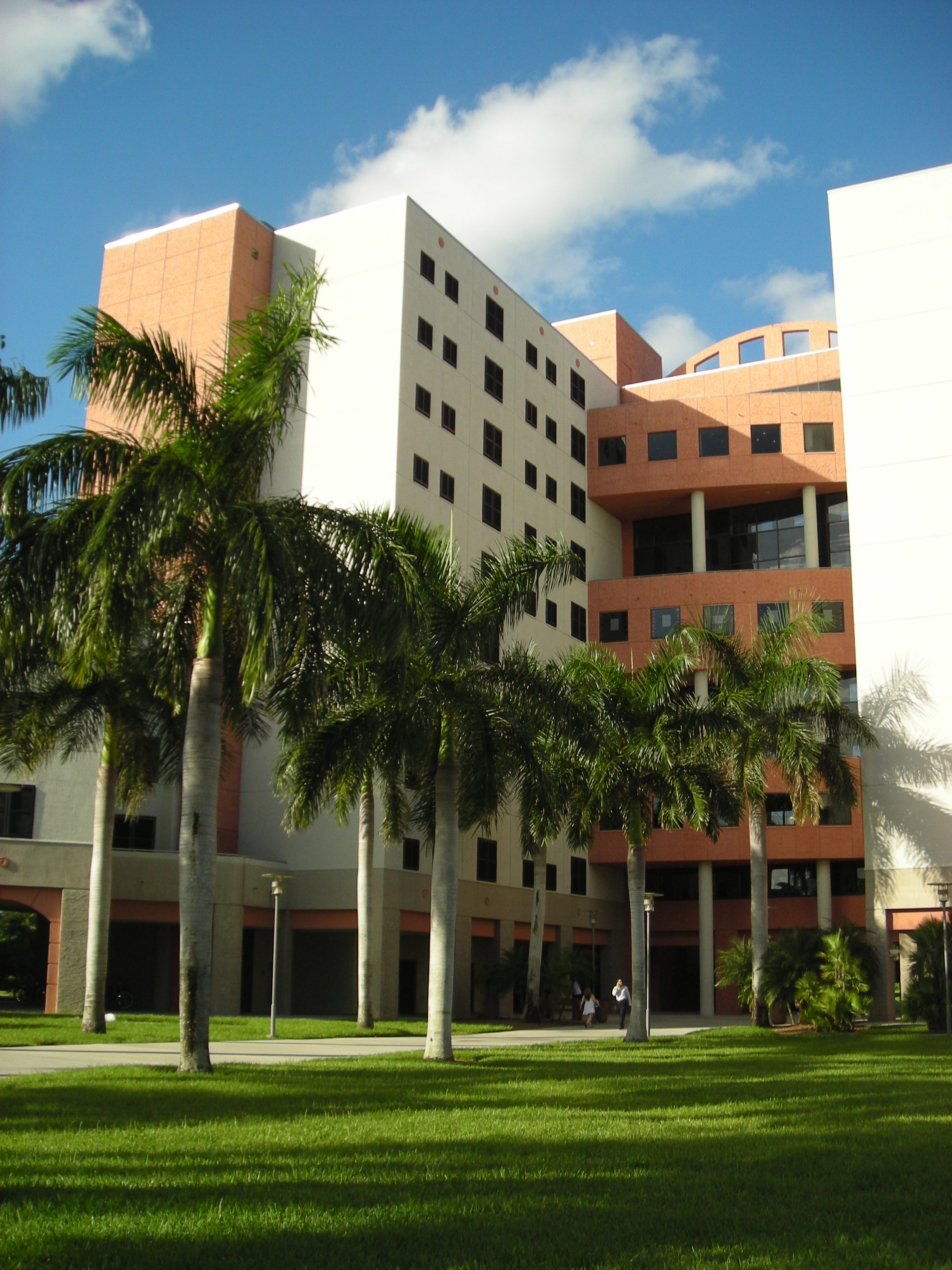
Tháp Đại học, một ký túc xá cho sinh viên năm trên

Các cơ sở nhà ở sinh viên của Đại học Quốc tế Florida được quản lý bởi Văn phòng Nhà ở và Đời sống Ký túc xá nằm tại khuôn viên Modesto Maidique (MMC). Có 3.300 sinh viên sống trong khuôn viên qua 10 tòa nhà chung cư và 6 ký túc xá. Sinh viên cư trú tại các tòa nhà sau: Chung cư Đại học, Hội trường Panther, Tháp Đại học, Hội trường Everglades, Hội trường Lakeview Bắc, Hội trường Lakeview Nam, Khoa Danh dự @ Hội trường Parkview, và Hội trường Tamiami. Tất cả các phòng đều theo kiểu suite hoặc chung cư và không có tòa nhà nào có phòng tắm chung.
Tại Khuôn viên Vịnh Biscayne (BBC), FIU cung cấp nhà ở qua các căn hộ Bayview Student Living. Nhà ở mới đầu tiên trong khuôn viên BBC sau hơn 30 năm chứa 408 sinh viên trong một tòa nhà cao tầng nhìn ra Vịnh Biscayne. Thông qua Xe buýt Panther Express của FIU, sinh viên hiện tại được di chuyển miễn phí giữa các khuôn viên. Văn phòng Nhà ở và Đời sống Ký túc xá cũng cung cấp các cộng đồng tùy chọn trong các ký túc xá được gọi là Cộng đồng Học tập Sống (LLCs). Những cộng đồng này mang đến cho cư dân cơ hội sống cùng những người có cùng chuyên ngành hoặc sở thích; bao gồm Kinh doanh, Những người Thay đổi, Kỹ thuật, Cam kết Toàn cầu, và Nơi Danh dự cho sinh viên Khoa Danh dự.

### Nghệ thuật và văn hóa

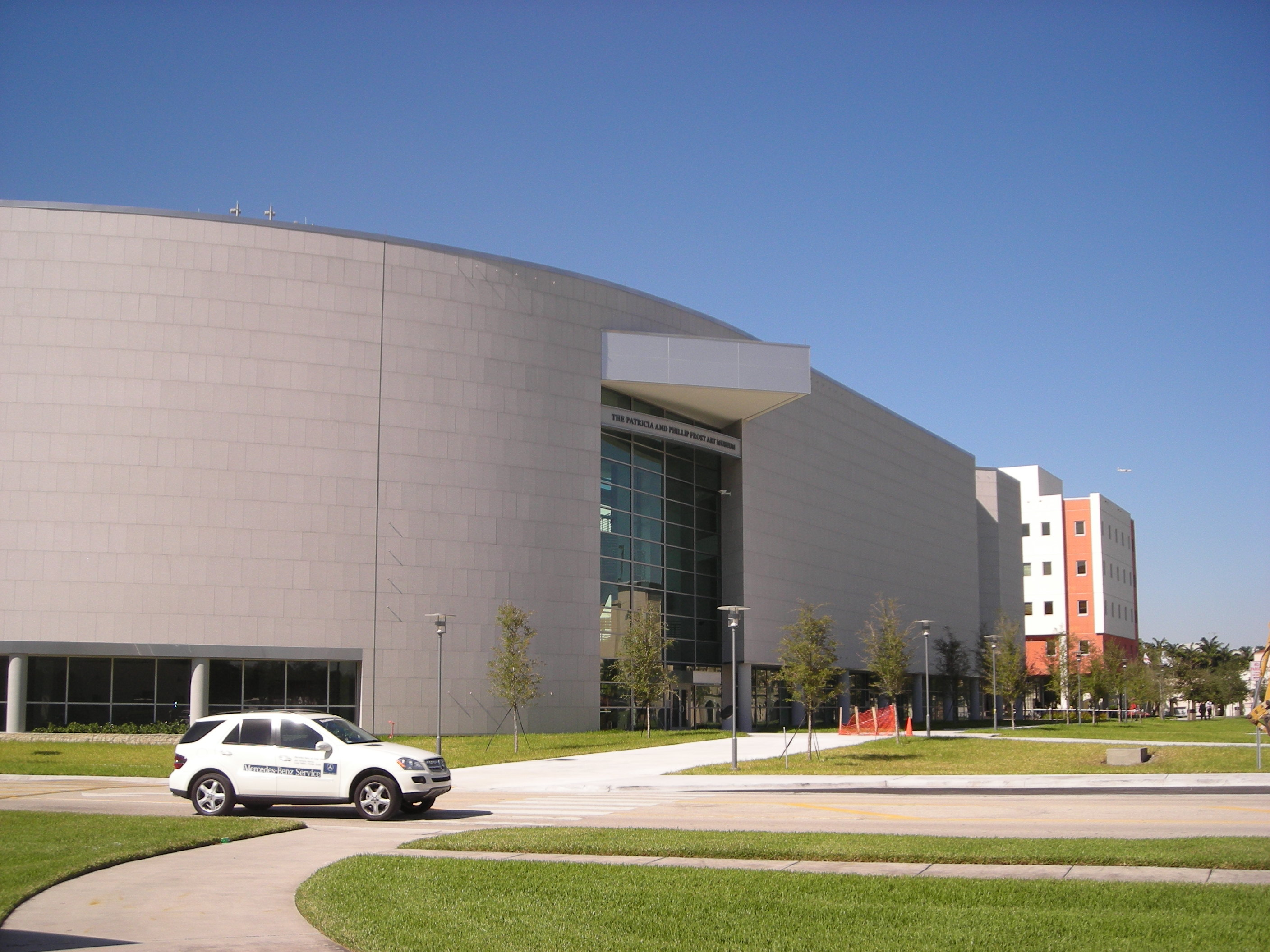
Bảo tàng Nghệ thuật Frost

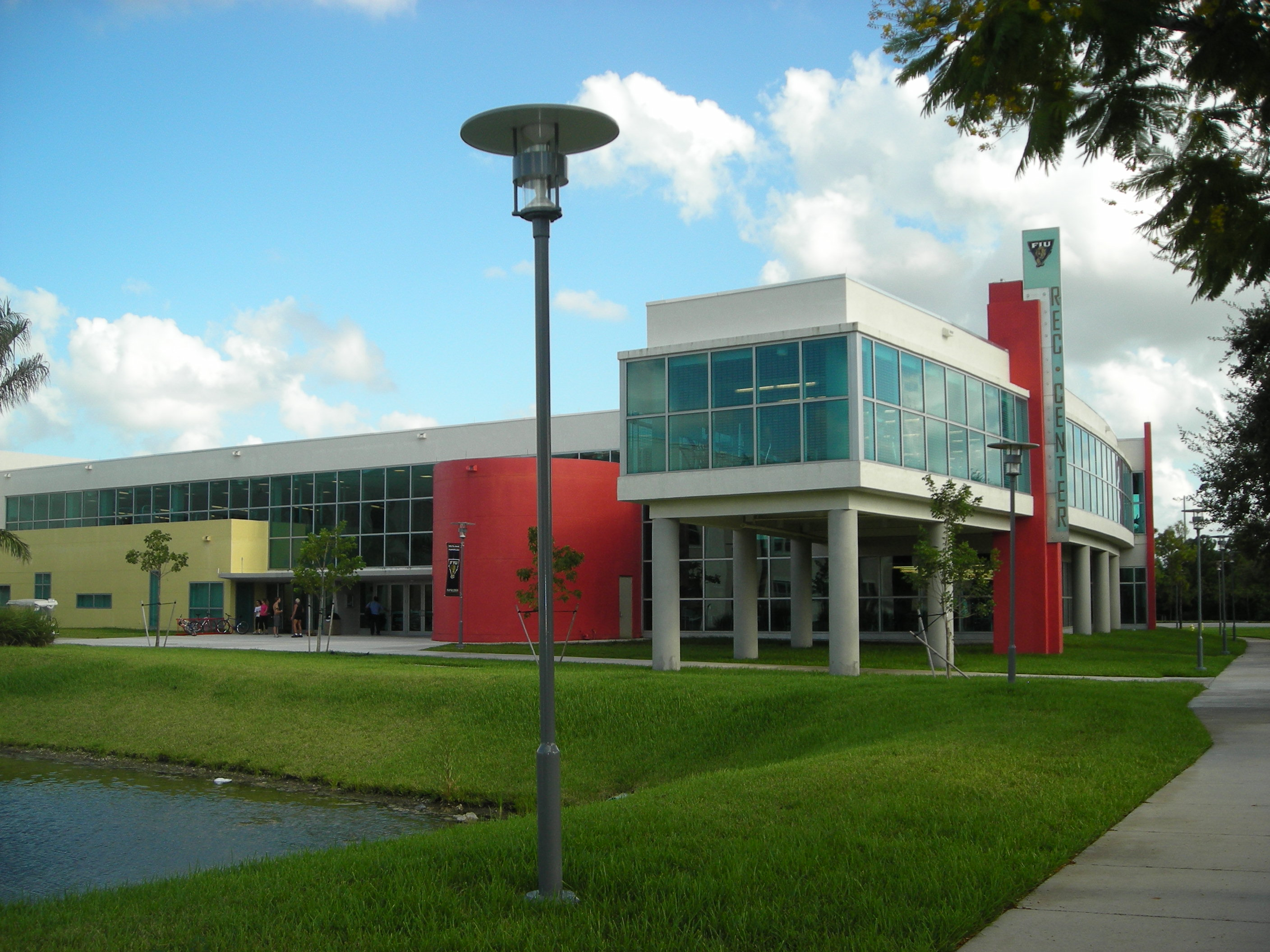
Trung tâm Giải trí

FIU có ba bảo tàng: Bảo tàng Nghệ thuật Frost, Bảo tàng Wolfsonian-FIU và Bảo tàng Do Thái Florida. Bảo tàng Nghệ thuật Frost nằm tại khuôn viên Modesto A. Maidique và được mở cửa vào năm 1977 với tên gọi Bảo tàng Nghệ thuật tại Đại học Quốc tế Florida. Bộ sưu tập vĩnh viễn của Bảo tàng Nghệ thuật Frost bao gồm một loạt các đối tượng nghệ thuật đa dạng từ các hiện vật văn hóa cổ đại đến các tác phẩm nghệ thuật đương đại. Bảo tàng Wolfsonian-FIU nằm tại Miami Beach và thúc đẩy việc sưu tập, bảo tồn và hiểu biết về nghệ thuật trang trí và thiết kế từ giai đoạn 1885 đến 1945. FIU cũng có một bộ sưu tập tượng lớn, được gọi là Công viên Tượng tại FIU, với các tác phẩm điêu khắc từ những nghệ sĩ nổi tiếng như Anthony Caro, Jacques Lipchitz, Daniel Joseph Martinez, và Tony Rosenthal. Nhiều cấu trúc nghệ thuật, tượng, tranh vẽ và tranh khảm khác nhau có thể được nhìn thấy khắp khuôn viên trong các khu vườn, tòa nhà, lối đi và trên tường.
Trường Âm nhạc tổ chức một loạt hòa nhạc hàng năm với nhiều thể loại khác nhau, cũng như các cơ sở học tập và cơ hội cho các nhạc sĩ. Mùa hòa nhạc bao gồm âm nhạc của mọi phong cách như jazz, nhạc cổ, nhạc thính phòng, hợp xướng/giọng hát, nhạc đương đại, nhạc gió, và opera sân khấu được biểu diễn bởi các nhạc sĩ và nhóm nhạc hàng đầu thế giới. Nhiều lớp học chuyên sâu và bài giảng cũng mở cửa cho công chúng và được cung cấp miễn phí. Mùa diễn ra từ tháng 8 đến tháng 4 mỗi năm.
Khoa Sân khấu trình diễn một mùa gồm bốn vở kịch được thiết kế, sản xuất và đạo diễn chuyên nghiệp mỗi năm, phục vụ như một phòng thí nghiệm cho sinh viên. Mùa sân khấu chính được trình diễn tại Trung tâm Nghệ thuật Biểu diễn Herbert và Nicole Wertheim. Ngoài các vở diễn sân khấu chính, sinh viên viết, đạo diễn và biểu diễn các vở kịch trong Studio Phòng thí nghiệm Sân khấu Sinh viên. Khoa tổ chức Nhà Xanh trong các tháng mùa hè, một dự án phát triển một tác phẩm mới của một nhà viết kịch nổi tiếng. Trong quá khứ, các mùa hè cũng bao gồm các vở kịch bổ sung của khoa, các tác phẩm do sinh viên đạo diễn, các buổi trình diễn của cựu sinh viên và các buổi tái hợp. Trường Quản lý Khách sạn & Du lịch Đại học Quốc tế Florida tổ chức Lễ hội Rượu & Ẩm thực South Beach hàng năm của Food Network South Beach Wine & Food Festival tại South Beach, một sự kiện ẩm thực quốc gia lớn.

### Hội Ngọn Đuốc
Hội Ngọn Đuốc là một hội lãnh đạo danh dự nửa bí mật tương tự như các hội bí mật khác trong bang như Florida Blue Key tại Đại học Florida và Hội Danh dự Iron Arrow tại Đại học Miami. Tổ chức này được đồn đại là được thành lập vào năm 2003 như một cách tổ chức lãnh đạo sinh viên để tái cấu trúc đời sống sinh viên theo mô hình của một trường đại học truyền thống. Các thành viên hiện nay bao gồm sinh viên, giảng viên, nhân viên và thành viên cộng đồng, bao gồm cả cựu sinh viên FIU như Thị trưởng Quận Miami-Dade Carlos Alvarez (lớp 1974). Các lãnh đạo cao cấp trong Chính phủ Sinh viên, Ngày Về trường, và các tổ chức anh em ưu tú nhất trong khuôn viên nằm trong số các thành viên của nó.

### Geek Life (Đời sống dân Geek)
"Dân Geek" là những người đam mê văn hoá - học thuật - công nghệ. Khoảng 1.100 sinh viên đại học, chiếm khoảng 2% tổng số sinh viên đại học, là thành viên của một hội anh em hoặc hội chị em. Văn phòng Đời sống Hội Anh em và Hội Chị em tại Đại học Quốc tế Florida được chia thành bốn bộ phận: Hội đồng Liên Hội Anh em (IFC), Hội nghị Panhellenic Quốc gia (NPC), Hội đồng Geek Đa Văn hóa (MGC), và Hội đồng Pan-Hellenic Quốc gia (NPHC). Hội Omega, một hội danh dự Geek, đã có một chi nhánh tại trường đại học từ năm 1991 và đại diện cho 3% sinh viên Geek hàng đầu về học thuật tại FIU.
Hội đồng Liên Hội Anh em (IFC) bao gồm 12 hội anh em, và Hội đồng Panhellenic gồm 7 hội chị em. Hội đồng Geek đa Văn hóa bao gồm 7 tổ chức văn hóa (La-tinh, Á, Nam Á, v.v.), ba hội anh em và bốn hội chị em. Hội đồng Pan-Hellenic Quốc gia bao gồm chín tổ chức da đen lịch sử, năm hội anh em và bốn hội chị em. Có 29 Hội Danh dự Học thuật cũng như các tổ chức dịch vụ Geek cho sinh viên như Phi Delta Epsilon. TKE và hai tổ chức khác, Phi Gamma Delta ("Fiji") và Pi Kappa Phi, bị đình chỉ khi trường đại học cho phép các hội anh em và hội chị em hoạt động trở lại. FIU đã tiếp quản tài sản của các ngôi nhà Geek do hai hội anh em sau chiếm giữ, là những ngôi nhà duy nhất trong khuôn viên.

### Giao thông khuôn viên và khu vực

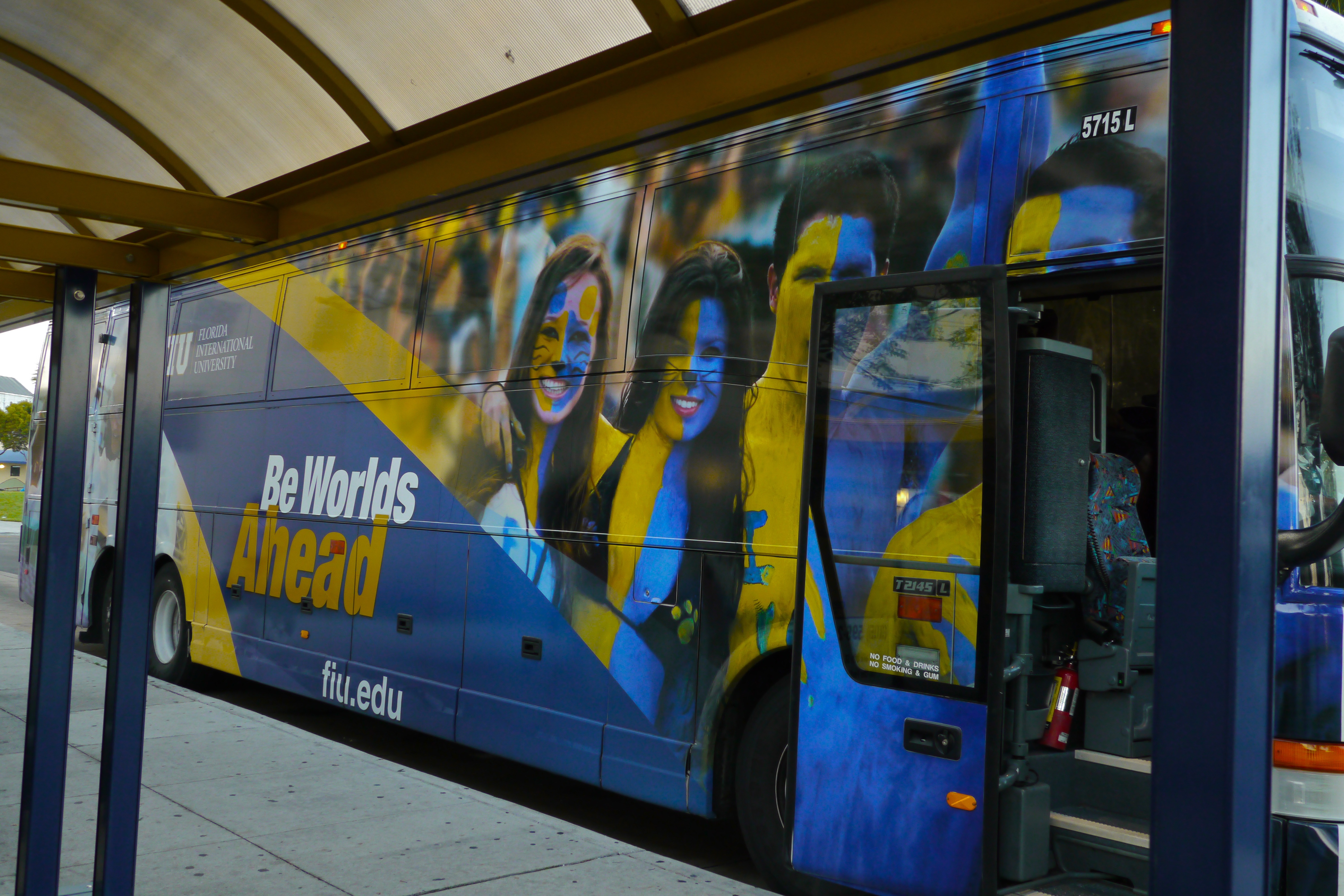
Xe buýt Panther Express của FIU

Khuôn viên chính nằm ở phía nam của Đường Tamiami (Tuyến 41 Hoa Kỳ/Phố 8 Tây Nam) giữa Đại lộ SW 107 và SW 117, gần Xa lộ Florida và gần điểm cuối phía tây của Xa lộ Dolphin. Giao thông Miami-Dade phục vụ University Park với các tuyến Metrobus 8, 11, 24 và 71. Các tuyến Metrobus 75 và 135 phục vụ Khuôn viên Vịnh Biscayne. Các tuyến xe buýt 8, 11 và 24 kết nối trực tiếp FIU với Trung tâm Miami.
Có hai tuyến xe buýt do FIU vận hành riêng biệt. Xe buýt CATS chạy giữa University Park và Trung tâm Kỹ thuật, và Golden Panther Express, từ University Park đến Khuôn viên Vịnh Biscayne. Xe buýt CATS kết nối University Park từ trạm xe buýt Trung tâm Graham và Tòa nhà Kỹ thuật và Khoa học Máy tính, đến Trung tâm Kỹ thuật trên Phố Flagler và Đại lộ 107. Đã có kế hoạch từ lâu để mở rộng Metrorail, hệ thống giao thông nhanh đường sắt nặng địa phương về phía tây, với hai tuyến đề xuất kết thúc tại khuôn viên chính của Đại học Quốc tế Florida. Điều này sẽ giảm bớt vấn đề giao thông và đỗ xe tại và xung quanh khuôn viên chính.

### Truyền thông sinh viên

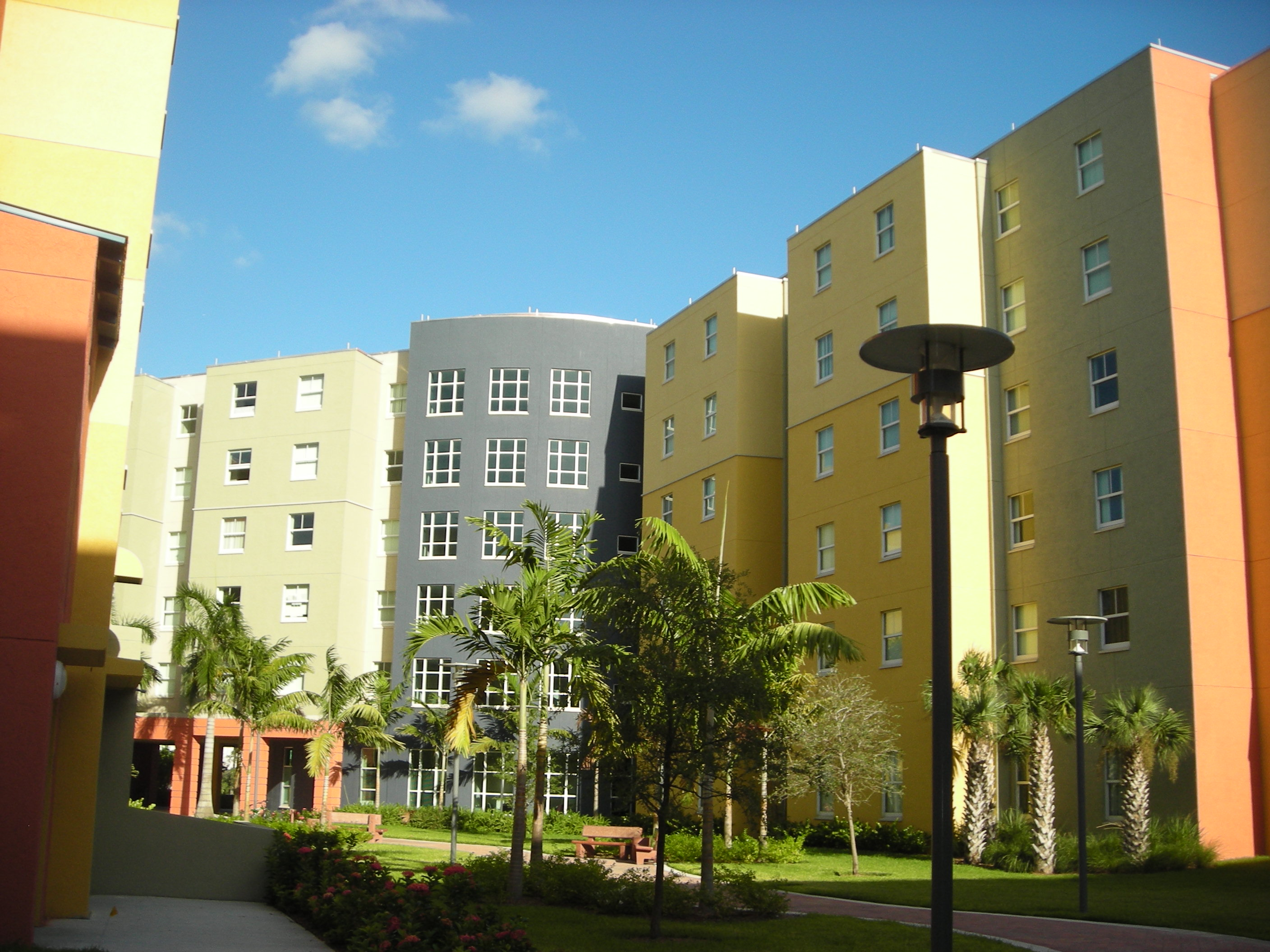
Hội trường Lakeview Bắc và Nam; sáu phần trăm sinh viên FIU sống trong khuôn viên

Truyền thông Sinh viên FIU bao gồm PantherNOW, tờ báo sinh viên và trang web đi kèm, cùng với đài phát thanh của FIU, WRGP.
PantherNOW là tờ báo sinh viên của FIU, được thành lập vào năm 1972 và đã được in dưới nhiều tiêu đề khác nhau. PantherNOW được xuất bản dưới dạng in hàng tháng và cũng duy trì một trang web, PantherNOW.com. WRGP "The Roar", với tiền thân từ năm 1988 và phát sóng trên FM từ năm 1999, là đài phát thanh do sinh viên FIU điều hành, với các máy truyền tín hiệu tại Homestead và trong khuôn viên Maidique và Vịnh Biscayne.

## Thể thao

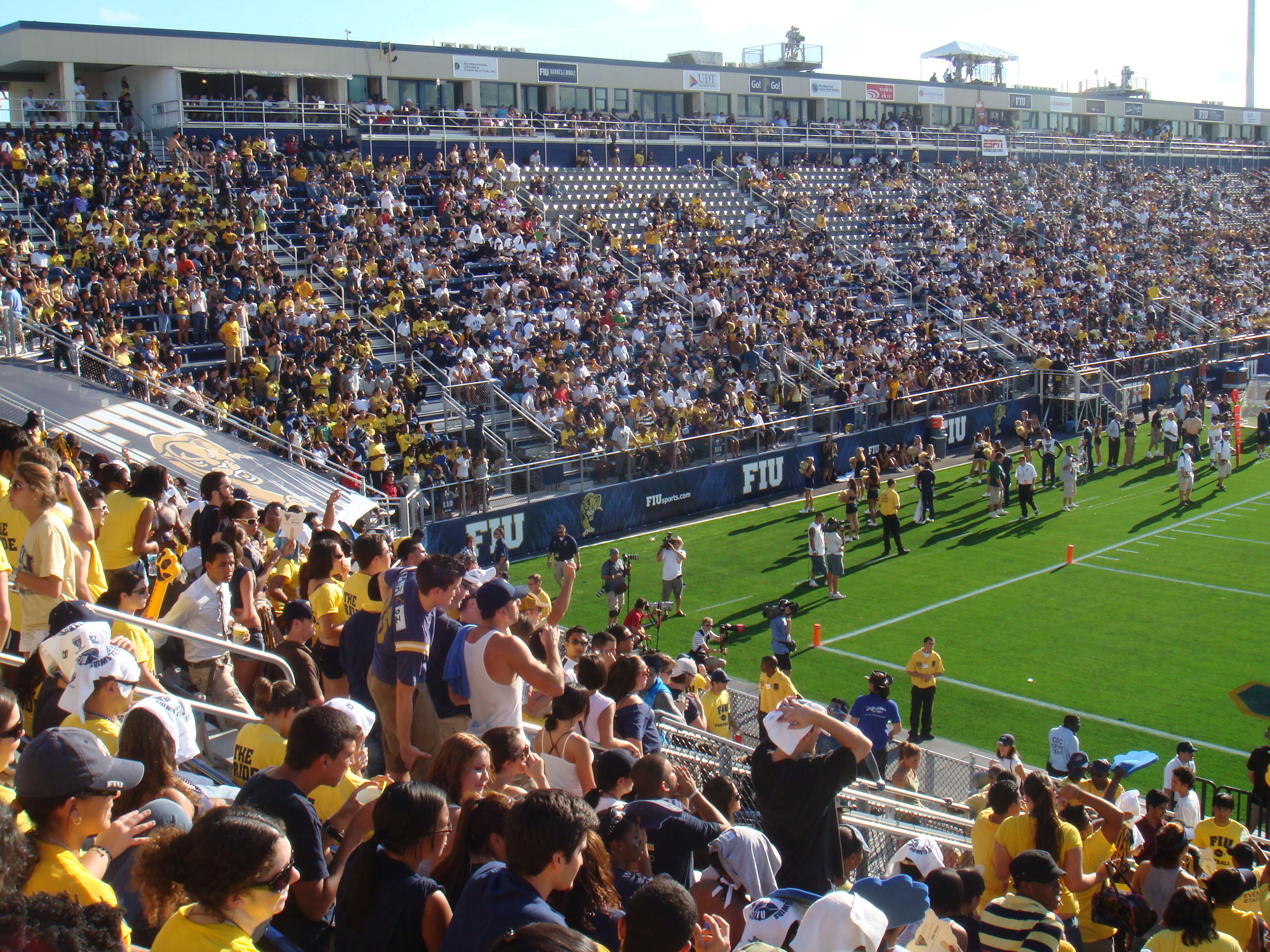
Đội bóng bầu dục Panthers chơi tại Sân vận động Riccardo Silva nằm trong khuôn viên.

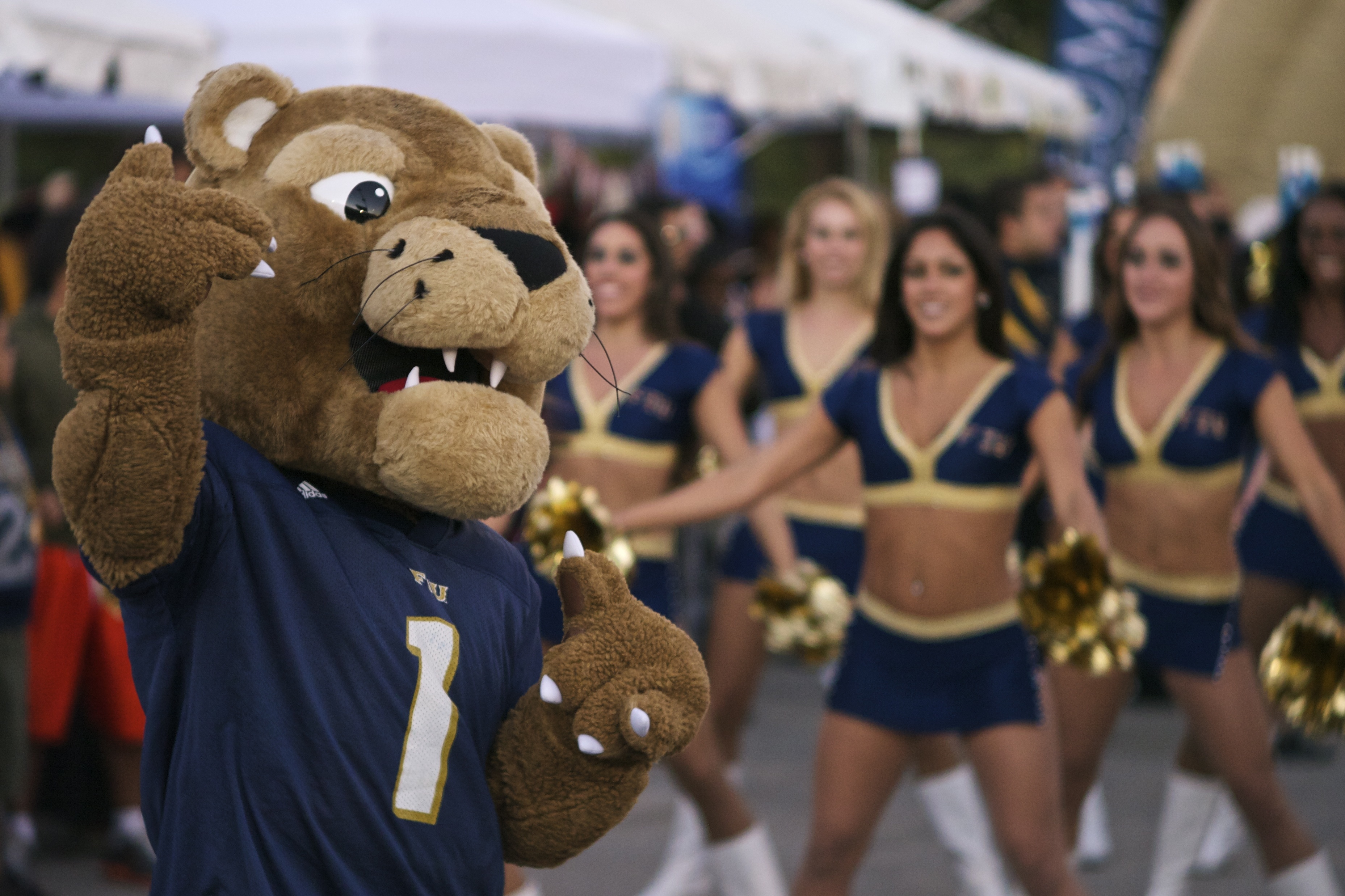
Roary và các FIU Dazzlers trong Ngày Về trường năm 2010

Đại học Quốc tế Florida có mười bảy đội thể thao đại học, được đặt tên là Panthers. Màu sắc thể thao của Panthers là xanh dương và vàng, và họ thi đấu trong NCAA Phân hạng I như một phần của Hội nghị USA trong tất cả các môn thể thao. Ba cơ sở thể thao chính phục vụ như địa điểm tổ chức cho các môn thể thao của Panthers. Đội bóng bầu dục Panthers chơi tại Sân vận động Riccardo Silva ("Lồng"), các đội bóng rổ và bóng chuyền nam và nữ chơi tại Trung tâm Hội nghị Ngân hàng Đại dương, và đội bóng chày nam chơi tại Công viên Bảo hiểm Infinity. Các địa điểm thể thao khác bao gồm Trung tâm Thể thao Dưới nước, Khu phức hợp Quần vợt, các sân bóng mềm, và nhiều sân giải trí khác. Vào ngày 1 tháng 7 năm 2013, FIU trở thành thành viên của Hội nghị USA.
Các đối thủ truyền thống của FIU Panthers bao gồm Đại học Đại Tây Dương Florida và Đại học Miami. Đội bóng bầu dục Panthers thi đấu trong Shula Bowl, một trận bóng bầu dục hàng năm được chơi để giành Giải thưởng Don Shula đối đầu với đối thủ trong bang Đại học Đại Tây Dương Florida. Do cuộc cạnh tranh này, sự kình địch giữa hai trường đã tăng lên, với sự kình địch mở rộng sang các đội bóng chày và bóng rổ nam.
Đội bóng bầu dục Panthers chơi các trận sân nhà tại Sân vận động Riccardo Silva, biệt danh "Lồng". Năm 2005, Panthers chuyển sang Hội nghị Sun Belt, hoàn thành quá trình chuyển đổi từ Phân hạng I-FCS sang Phân hạng I-FBS. Trong mùa giải đầu tiên tại hội nghị, Panthers bắt đầu với thành tích 5–6. Chương trình bóng bầu dục hiện có một danh hiệu hội nghị—vào năm 2010, khi họ giành danh hiệu Hội nghị Sun Belt và chơi trong Little Caesars Pizza Bowl chống lại Toledo, giành chiến thắng vào cuối hiệp bốn. Đội bóng rổ nam FIU có một lần xuất hiện tại giải đấu NCAA trong lịch sử của mình.
Cựu sinh viên của chương trình thể thao FIU bao gồm nhiều vận động viên chuyên nghiệp và Olympic, bao gồm các cầu thủ hiện tại trong Giải Bóng chày Major League, Giải Bóng đá Major League, Hiệp hội Bóng rổ Quốc gia, Liên đoàn Bóng bầu dục Quốc gia và Hiệp hội Bóng rổ Nữ Quốc gia. Các cựu sinh viên nổi bật bao gồm Mike Lowell, Raja Bell, Carlos Arroyo, và Tayna Lawrence.

## Cựu sinh viên nổi bật
FIU có hơn 275.000 cựu sinh viên trên toàn thế giới tại hơn 138 quốc gia. Trường đại học tốt nghiệp hơn 10.000 sinh viên mỗi năm. Dịch vụ cựu sinh viên được điều hành bởi Hội Cựu sinh viên Đại học Quốc tế Florida, đơn vị tài trợ nhiều sự kiện, dạ tiệc và lễ kỷ niệm dành cho cựu sinh viên hàng năm.

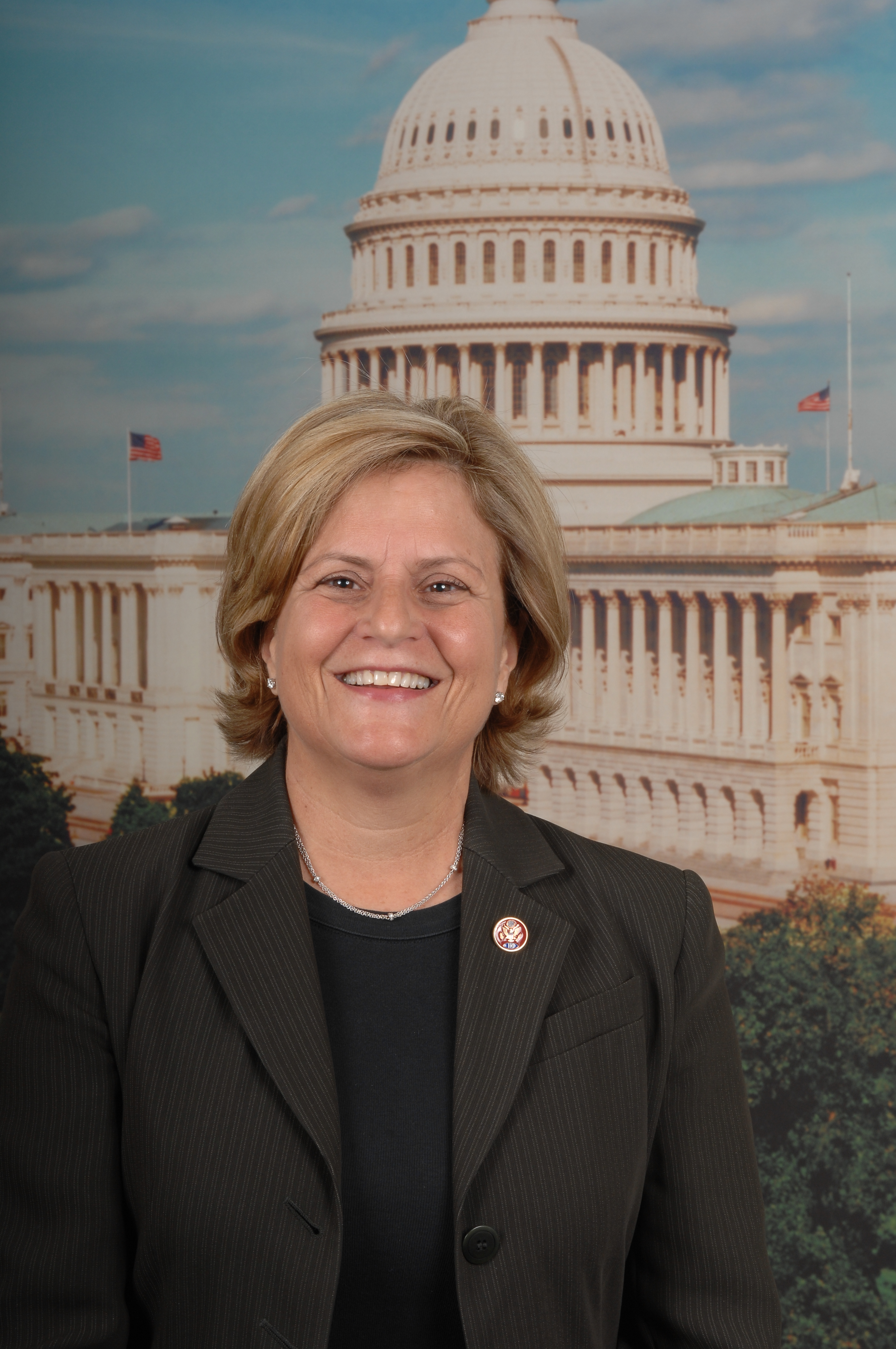
Ileana Ros-Lehtinen Lớp 1975 & 1986 Đại diện Hoa Kỳ
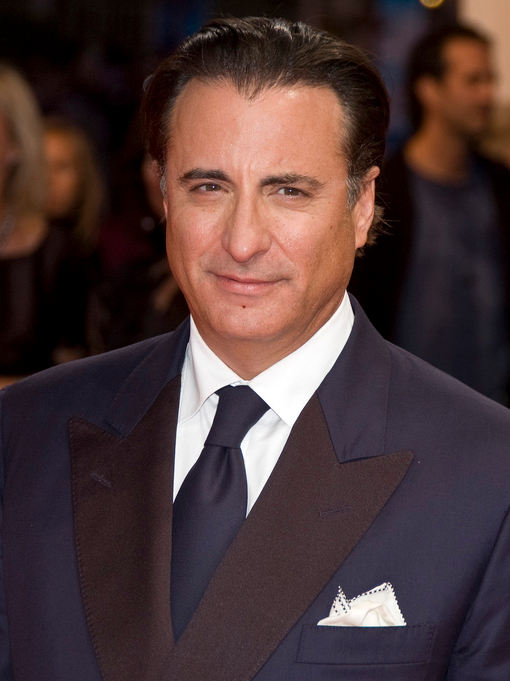
Andy García Diễn viên
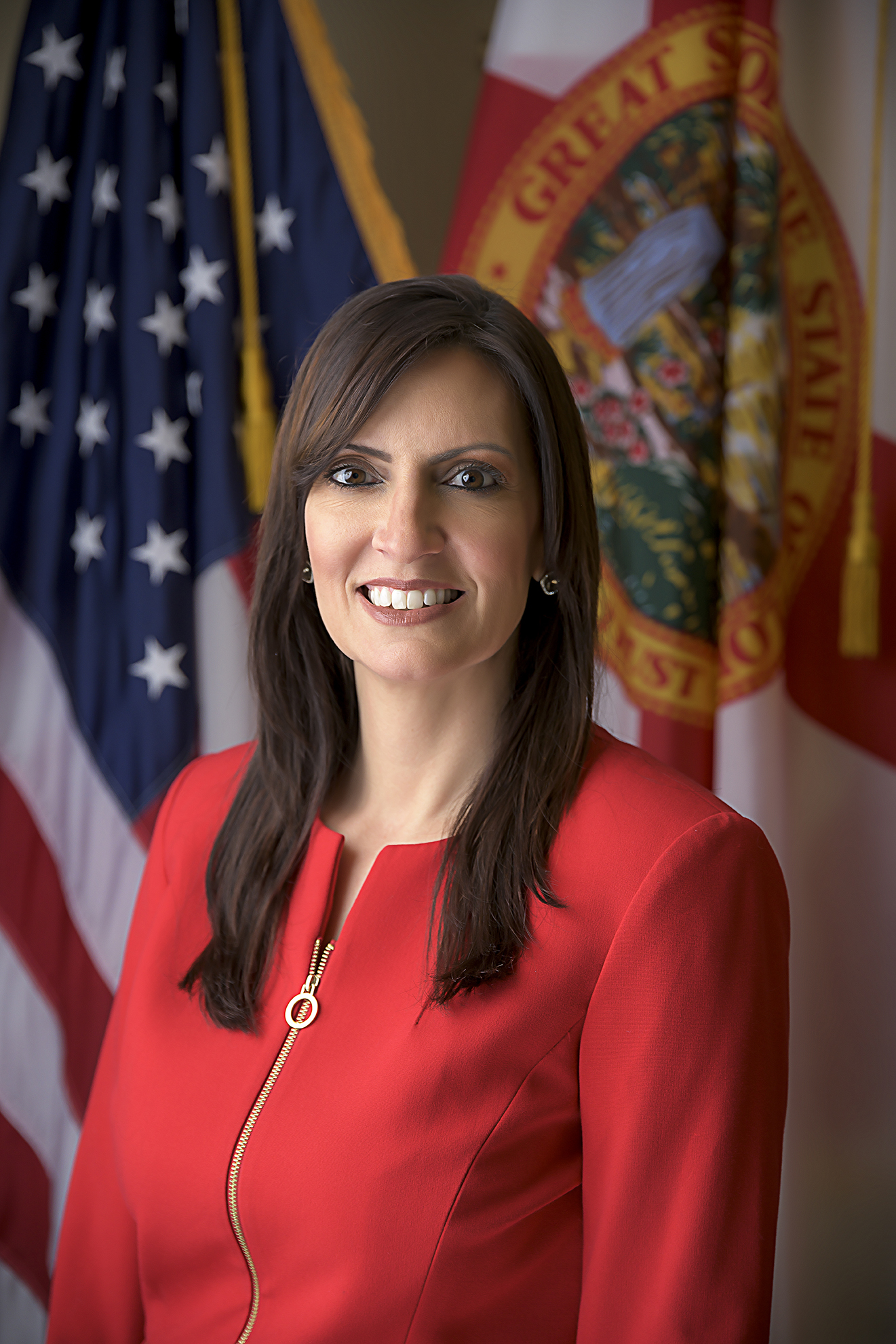
Jeanette Nuñez Lớp 1994 & 1998 Thống đốc thứ 20 Thống đốc Florida, chính trị gia và nữ doanh nhân
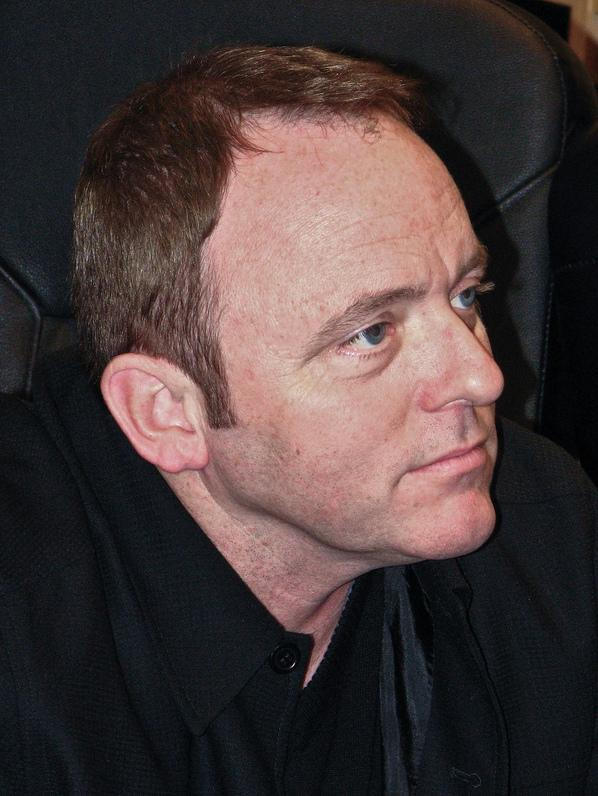
Dennis Lehane Lớp 2001 Nhà văn & biên kịch
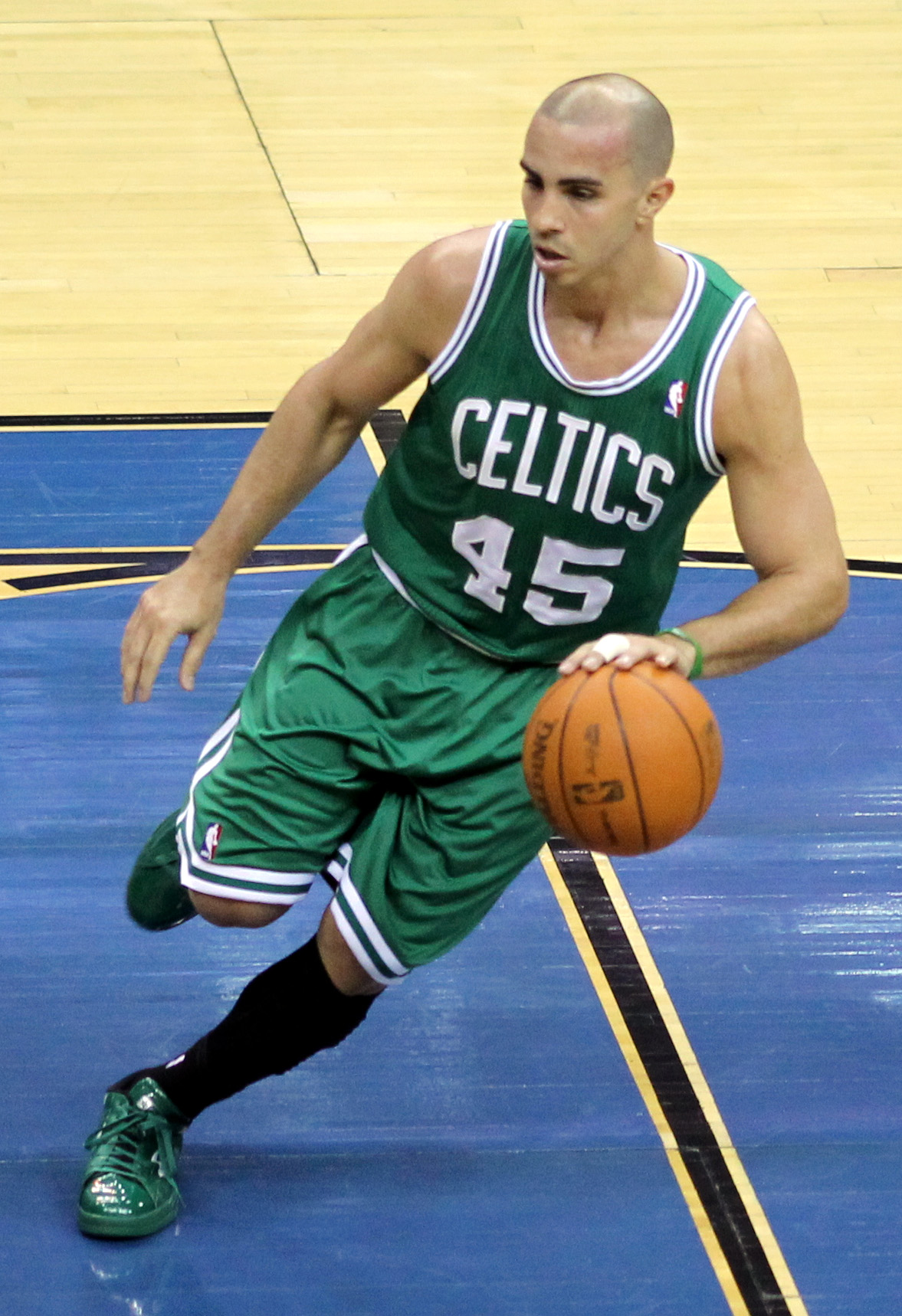
Carlos Arroyo Lớp 2001 Cầu thủ bóng rổ NBA
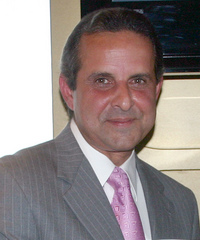
Manny Diaz Lớp 1977 Thị trưởng thứ 41 Thị trưởng Miami
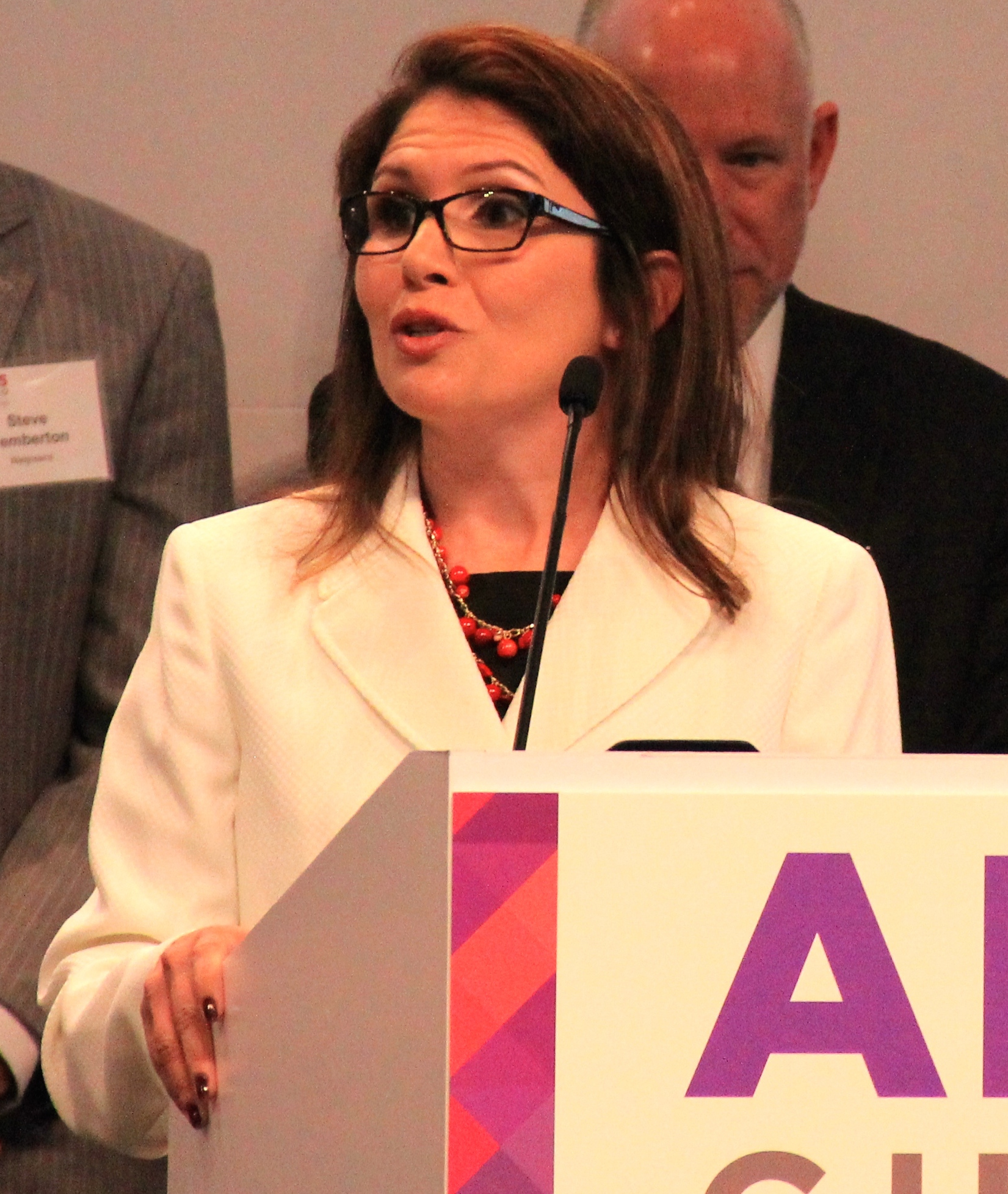
Evelyn Sanguinetti Thống đốc thứ 47 Thống đốc Illinois
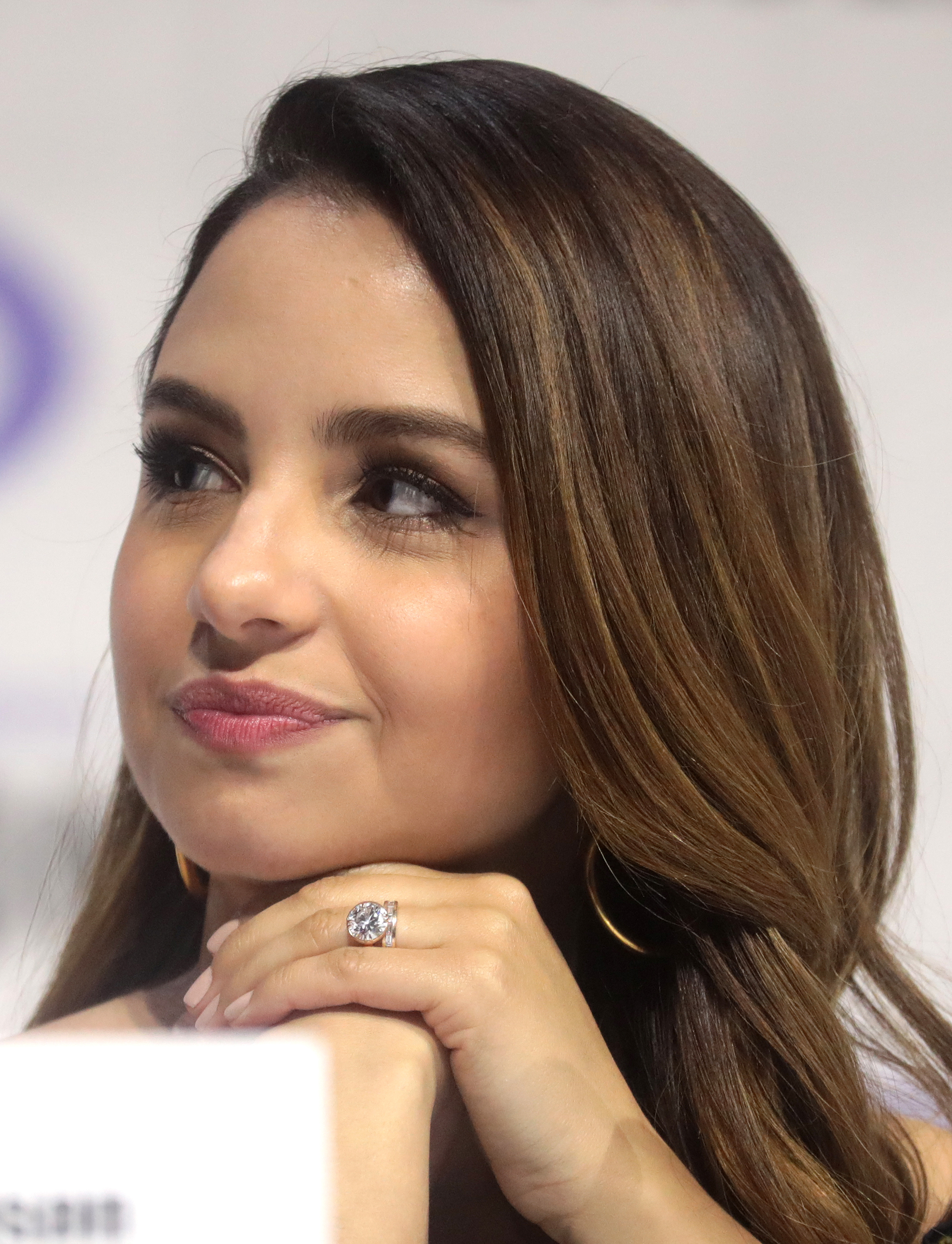
Aimee Carrero Lớp 2008 Diễn viên
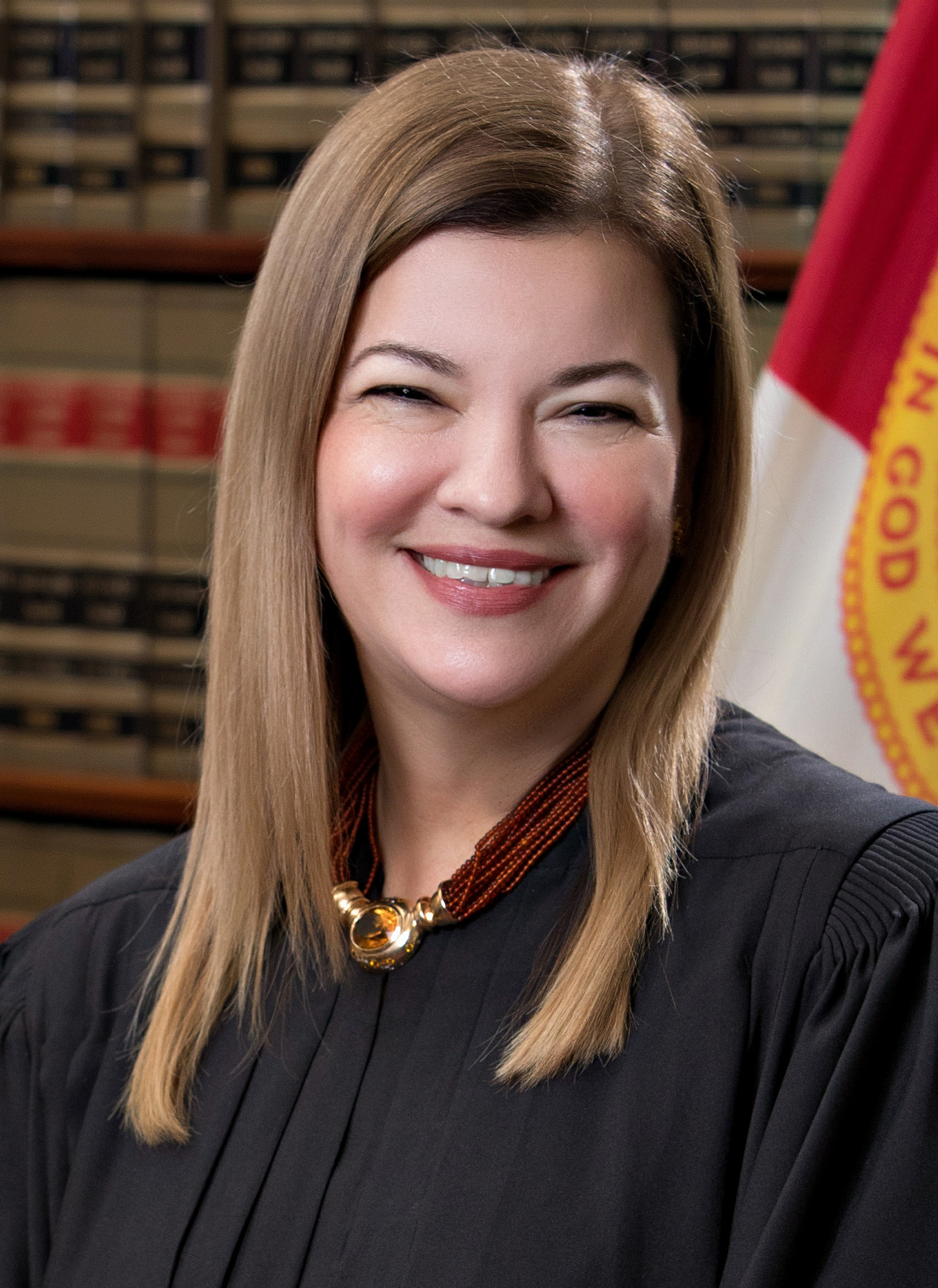
Barbara Lagoa Lớp 1989 Thẩm phán Tòa phúc thẩm Hoa Kỳ
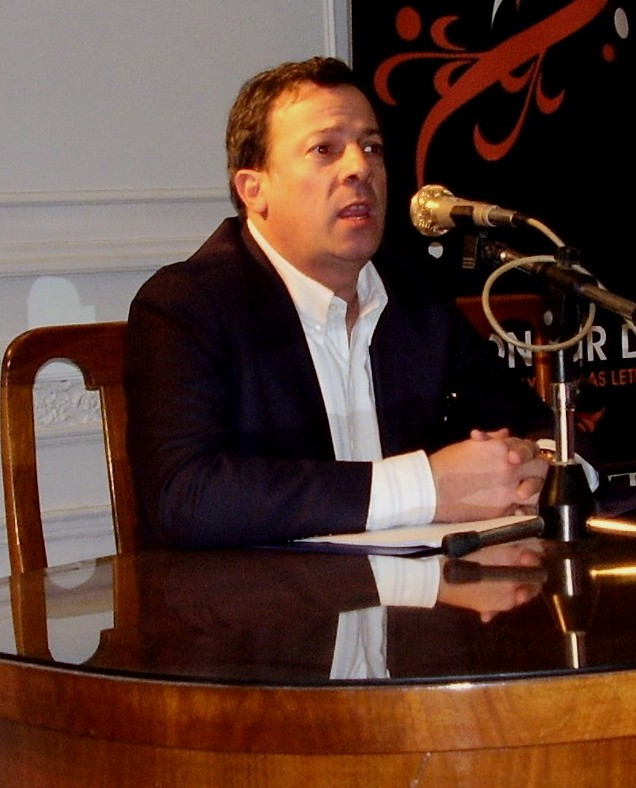
Carlos Alvarado-Larroucau Lớp 2000 Nhà văn & nhà thơ
Xem chú thíchKim Simplis Barrow Nhà hoạt động Belize, nhà từ thiện, và vợ của Thủ tướng thứ 4 Thủ tướng Belize
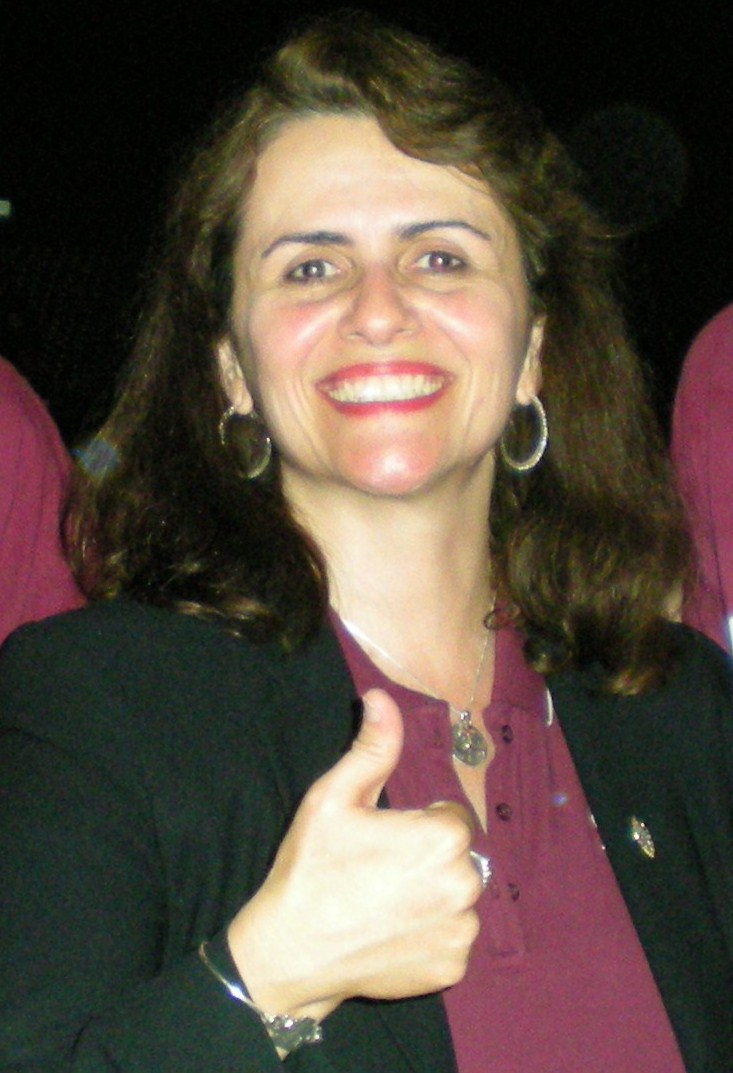
Elsa Murano Lớp 1981 Hiệu trưởng thứ 23 Đại học Texas A&M
Xem chú thíchKirill Reznik Lớp 1995 Hạ viện Maryland
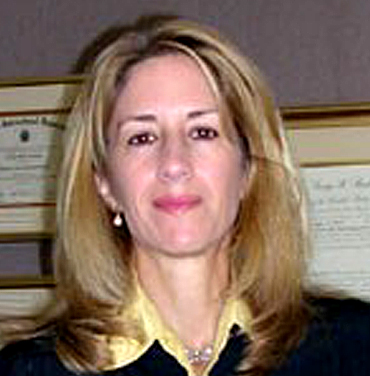
Cecilia Altonaga Lớp 1983 Thẩm phán Tòa án Quận Hoa Kỳ
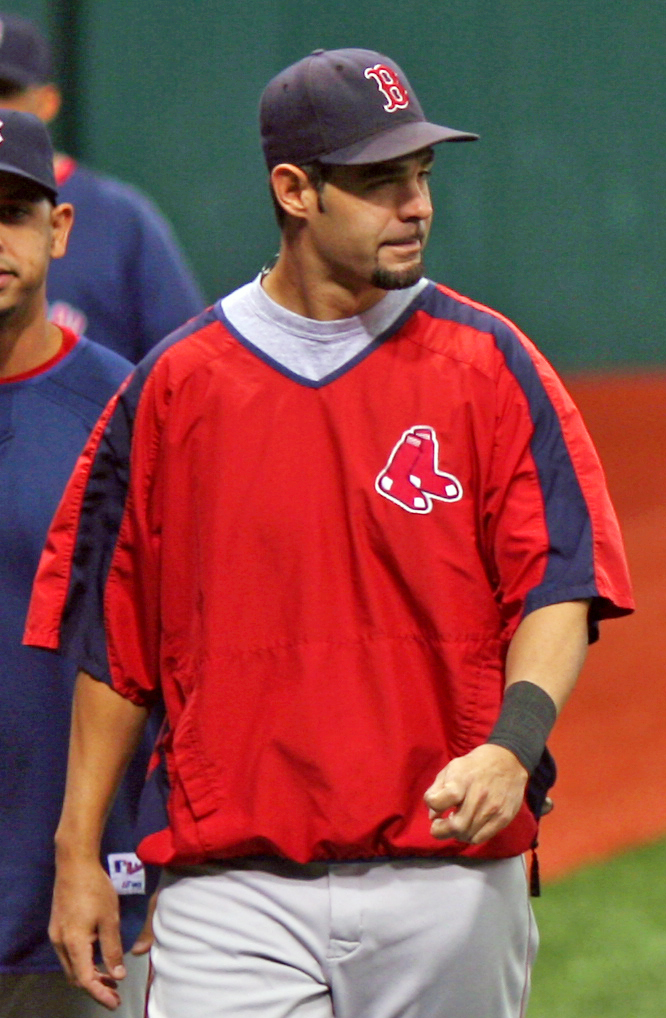
Mike Lowell Lớp 1997 Cầu thủ bóng chày MLB
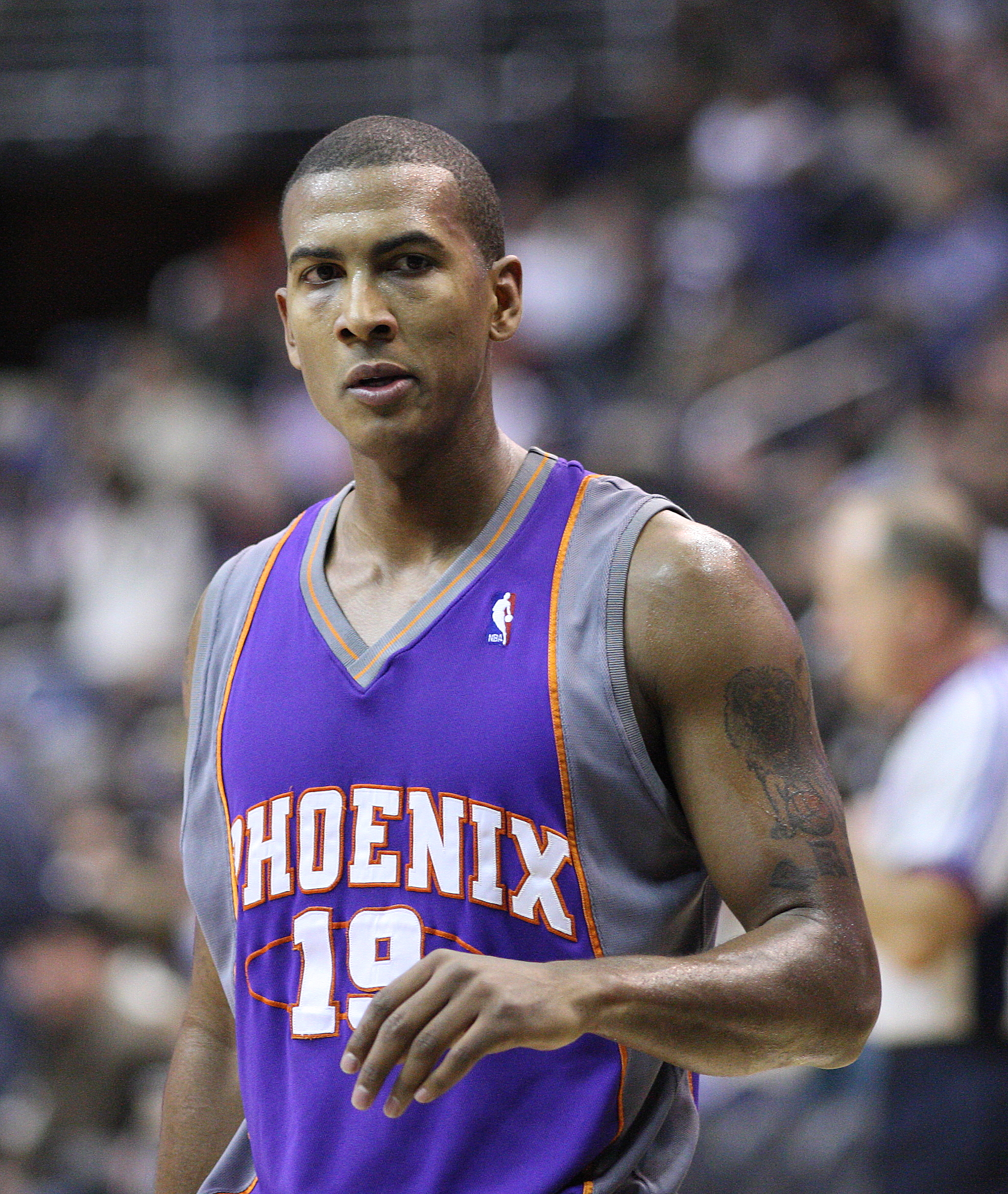
Raja Bell Lớp 1999 Cầu thủ bóng rổ NBA
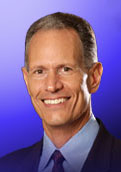
Carlos Álvarez Lớp 1974 Thị trưởng thứ 6 Thị trưởng Quận Miami-Dade
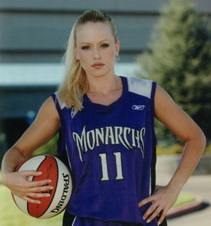
Andrea Nagy Lớp 1995 Cầu thủ bóng rổ WNBA
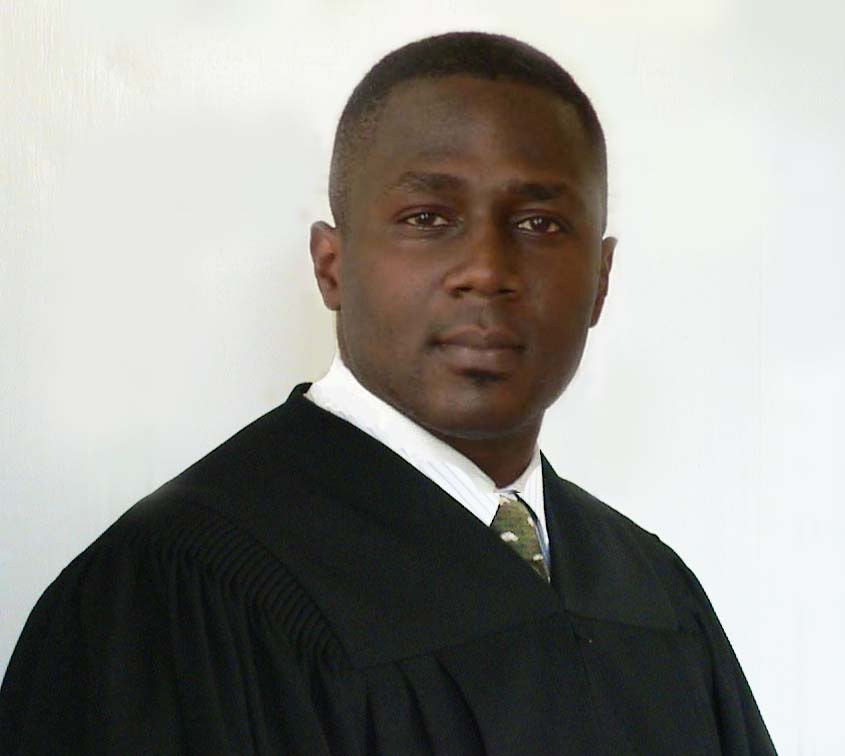
Ian Richards Lớp 1999 Thẩm phán Tòa án Quận của Mạch Tư pháp thứ 17 Florida
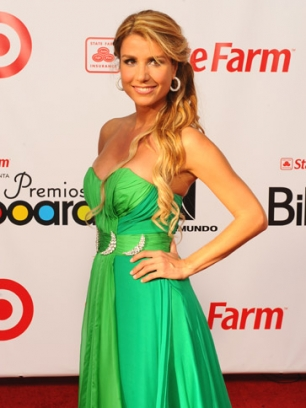
Elizabeth Pérez Lớp 2004 Nhà báo truyền hình đoạt giải Emmy và người dẫn chương trình
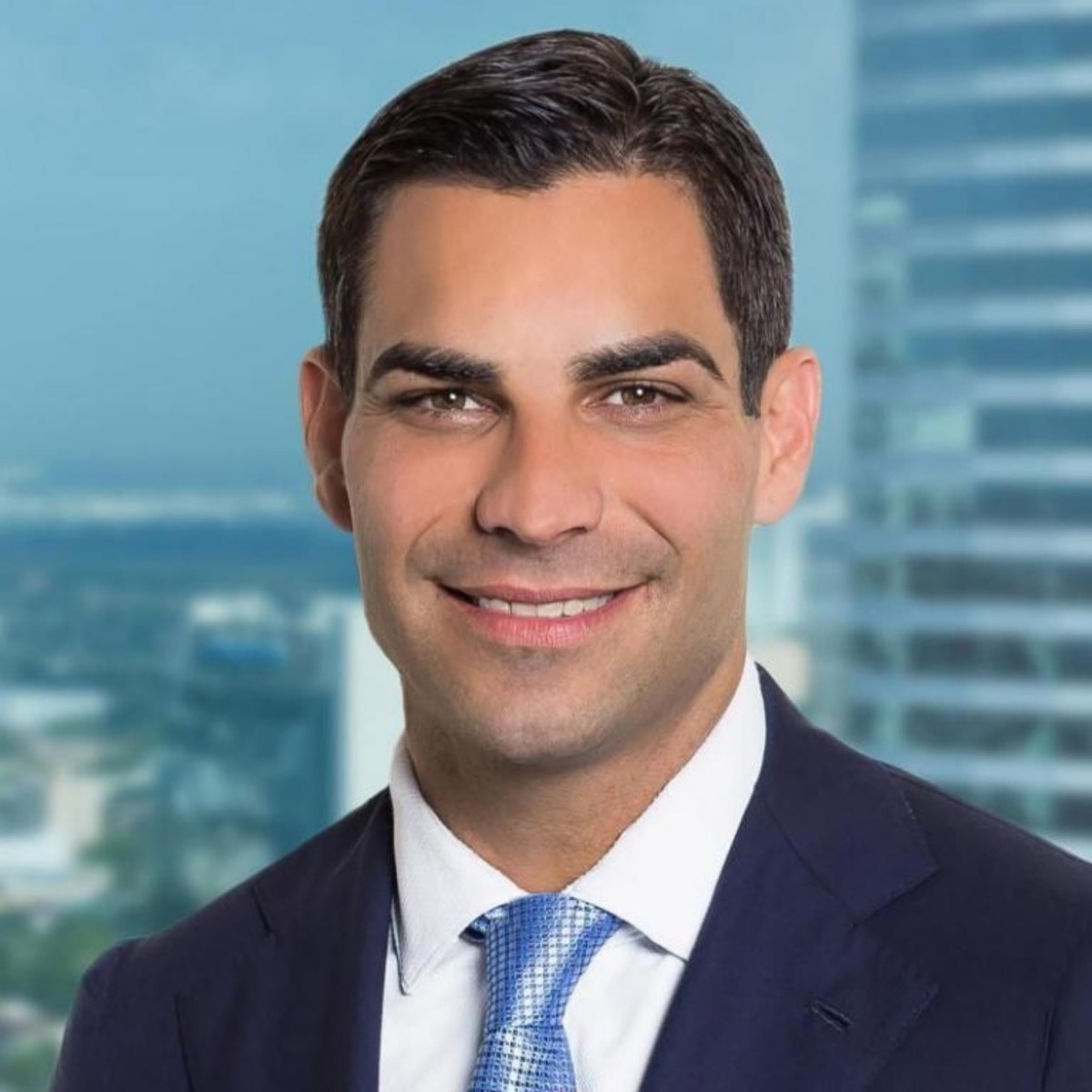
Francis Suarez Lớp 2001 Thị trưởng thứ 43 và hiện tại Thị trưởng Miami
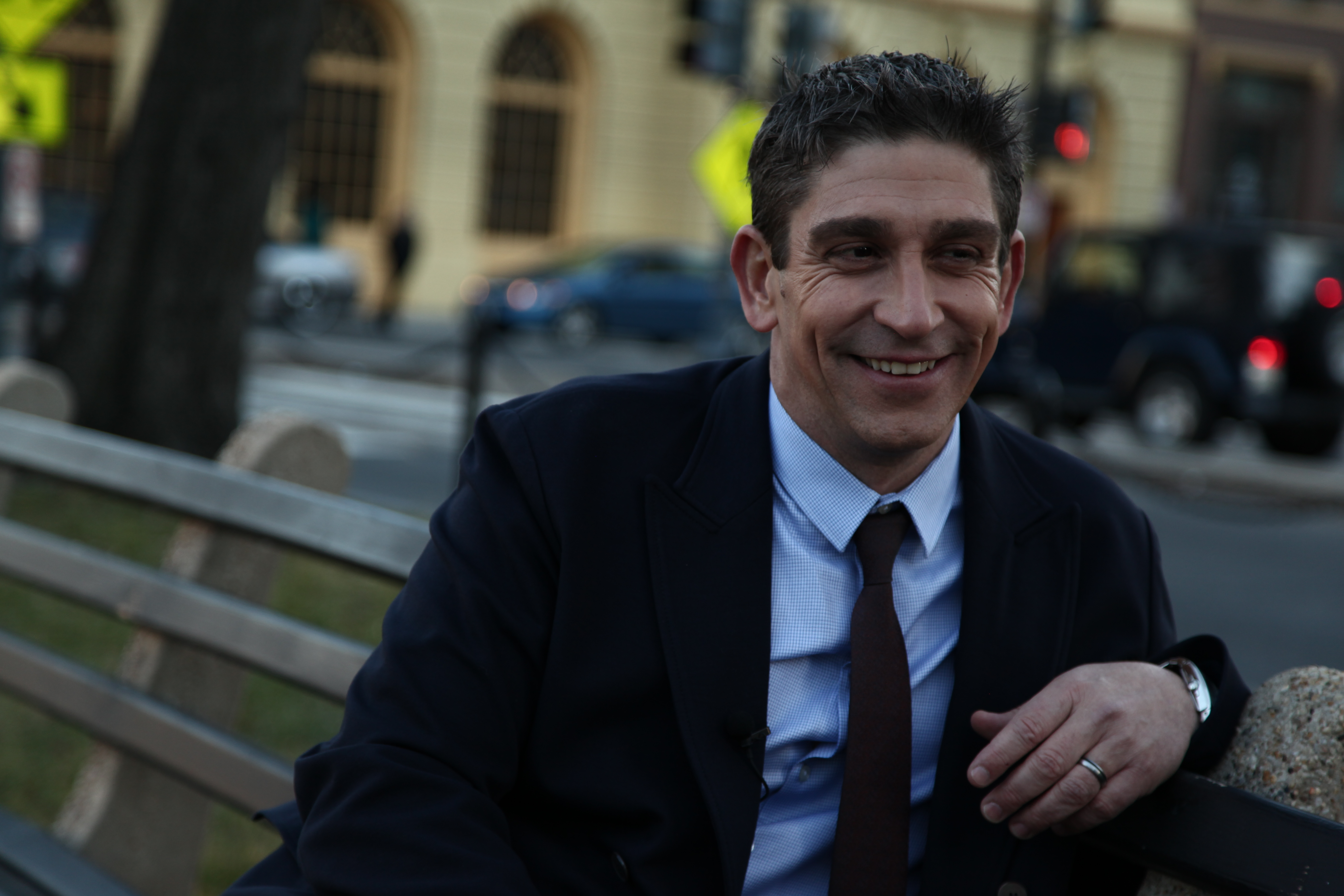
Richard Blanco Lớp 1991 Nhà thơ khai mạc năm 2013 và tác giả đoạt giải thưởng
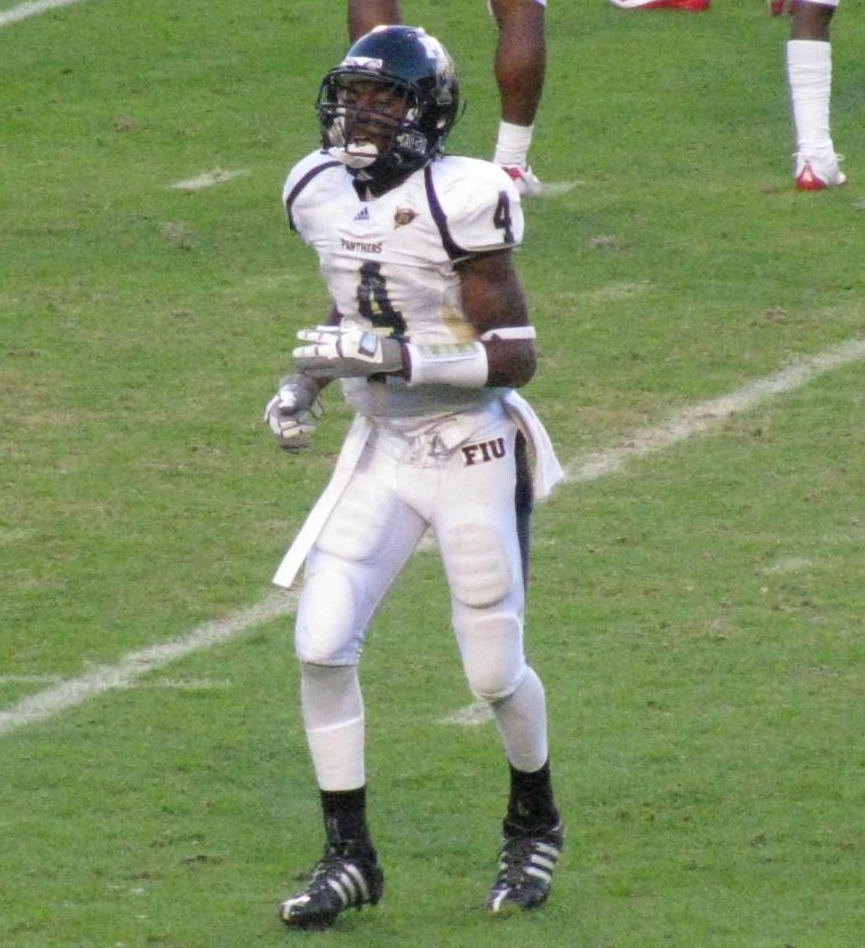
T. Y. Hilton Lớp 2012 Cầu thủ bóng bầu dục NFL
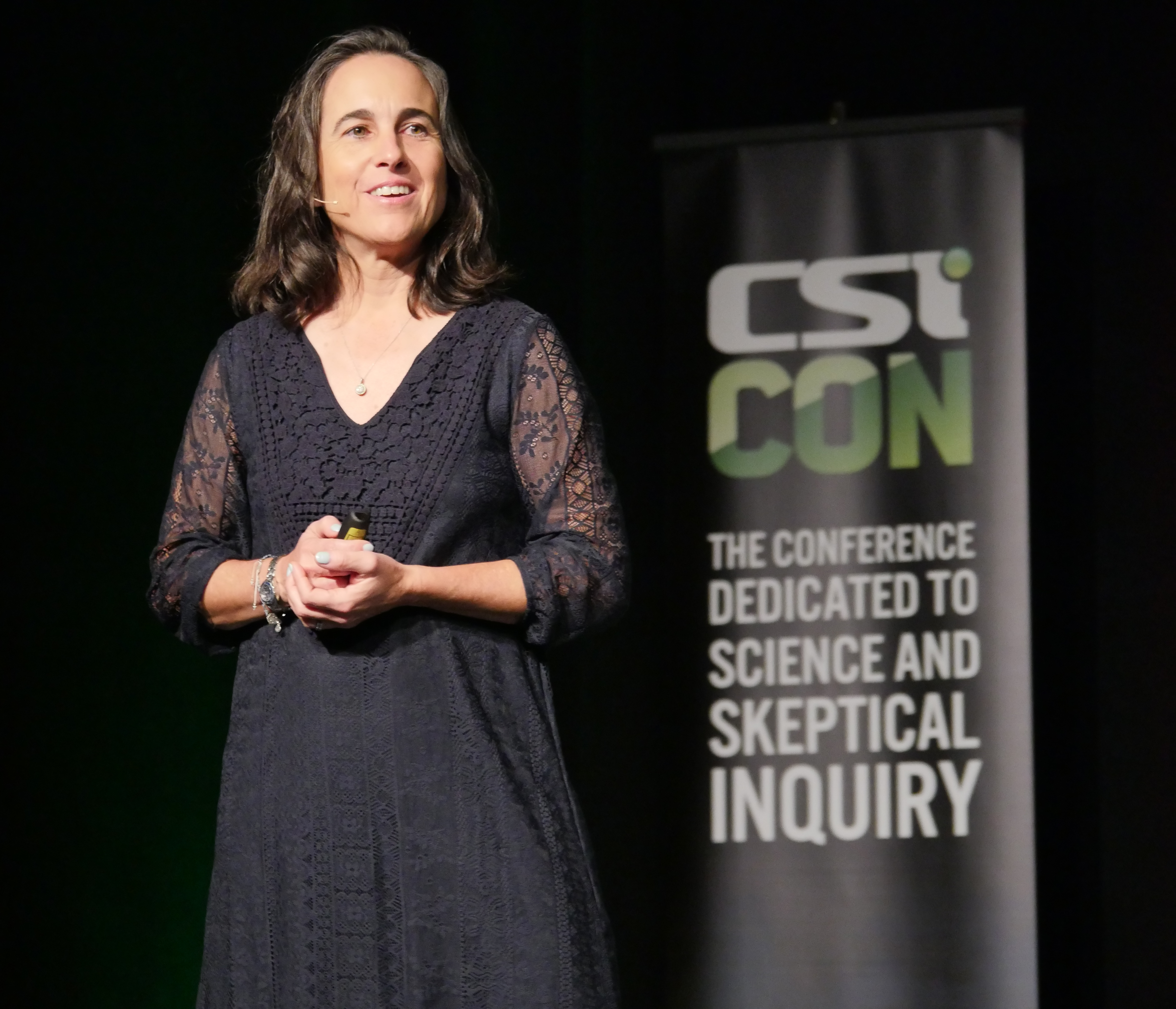
Bertha Vazquez Lớp 1999 Giáo viên khoa học và giám đốc Viện Giáo viên Khoa học Tiến hóa
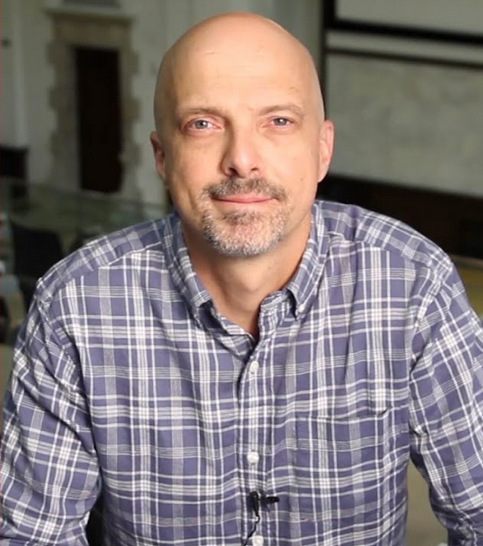
Carl Weems Lớp 1999 Nhà tâm lý học Mỹ